# Law & Order: Special Victims Unit/Episodenliste

Logo zur Serie

Diese Episodenliste enthält alle Episoden der US-amerikanischen Dramaserie Law & Order: Special Victims Unit sortiert nach der US-amerikanischen Erstausstrahlung. Die Fernsehserie umfasst derzeit 26 Staffeln mit 573 Episoden.

## Übersicht
| Staffel | Episodenanzahl | Erstausstrahlung USA | Erstausstrahlung USA | Deutschsprachige Erstausstrahlung | Deutschsprachige Erstausstrahlung |
| Staffel | Episodenanzahl | Staffelpremiere      | Staffelfinale        | Staffelpremiere                   | Staffelfinale                     |
| ------- | -------------- | -------------------- | -------------------- | --------------------------------- | --------------------------------- |
| 1       | 22             | 20. September 1999   | 19. Mai 2000         | 28. April 2005                    | 7. Juli 2005                      |
| 2       | 21             | 20. September 2000   | 11. Mai 2001         | 1. September 2005                 | 12. Januar 2006                   |
| 3       | 23             | 28. September 2001   | 17. Mai 2002         | 19. Januar 2006                   | 22. Juni 2006                     |
| 4       | 25             | 27. September 2002   | 16. Mai 2003         | 29. Juni 2006                     | 14. Dezember 2006                 |
| 5       | 25             | 23. September 2003   | 18. Mai 2004         | 21. Dezember 2006                 | 7. Juni 2007                      |
| 6       | 23             | 21. September 2004   | 24. Mai 2005         | 14. Juni 2007                     | 22. November 2007                 |
| 7       | 22             | 20. September 2005   | 16. Mai 2006         | 7. Februar 2008                   | 3. Juli 2008                      |
| 8       | 22             | 19. September 2006   | 22. Mai 2007         | 10. Juli 2008                     | 4. Dezember 2008                  |
| 9       | 19             | 25. September 2007   | 13. Mai 2008         | 8. Januar 2009                    | 14. Mai 2009                      |
| 10      | 22             | 23. September 2008   | 2. Juni 2009         | 22. Oktober 2009                  | 22. April 2010                    |
| 11      | 24             | 23. September 2009   | 19. Mai 2010         | 5. Januar 2011                    | 15. Juni 2011                     |
| 12      | 24             | 22. September 2010   | 18. Mai 2011         | 7. Dezember 2011                  | 28. Juni 2013                     |
| 13      | 23             | 21. September 2011   | 23. Mai 2012         | 11. Januar 2013                   | 24. Mai 2013                      |
| 14      | 24             | 26. September 2012   | 22. Mai 2013         | 15. November 2013                 | 23. April 2014                    |
| 15      | 24             | 25. September 2013   | 21. Mai 2014         | 12. September 2014                | 19. Dezember 2014                 |
| 16      | 23             | 24. September 2014   | 20. Mai 2015         | 9. Oktober 2015                   | 17. Mai 2017                      |
| 17      | 23             | 23. September 2015   | 25. Mai 2016         | 2. September 2016                 | 6. Oktober 2017                   |
| 18      | 21             | 21. September 2016   | 24. Mai 2017         | 13. Oktober 2017                  | 12. Januar 2018                   |
| 19      | 24             | 27. September 2017   | 23. Mai 2018         | 23. November 2018                 | 27. Februar 2019                  |
| 20      | 24             | 27. September 2018   | 16. Mai 2019         | 14. September 2019                | 28. Dezember 2019                 |
| 21      | 20             | 26. September 2019   | 23. April 2020       | 9. Oktober 2020                   | 11. Dezember 2020                 |
| 22      | 16             | 12. November 2020    | 3. Juni 2021         | 17. September 2021                | 23. Oktober 2021                  |
| 23      | 22             | 23. September 2021   | 19. Mai 2022         | 25. November 2022                 | 27. Dezember 2022                 |
| 24      | 22             | 22. September 2022   | 18. Mai 2023         | 6. Juni 2023                      | 3. November 2024                  |
| 25      | 13             | 18. Januar 2024      | 16. Mai 2024         | –                                 | –                                 |
| 26      | 22             | 3. Oktober 2024      | 15. Mai 2025         | –                                 | –                                 |

## Staffel 1
Die Erstausstrahlung der ersten Staffel war vom 20. September 1999 bis zum 19. Mai 2000 auf dem US-amerikanischen Sender NBC zu sehen. Die deutschsprachige Erstausstrahlung sendete der deutsche Free-TV-Sender RTL II vom 28. April bis zum 7. Juli 2005.
| Nr. (ges.) | Nr. (St.) | Deutscher Titel           | Originaltitel          | Erstausstrahlung USA | Deutschsprachige Erstausstrahlung (D) | Regie               | Drehbuch                                                                            |
| --- | --------- | ------------------------- | ---------------------- | -------------------- | ------------------------------------- | ------------------- | ----------------------------------------------------------------------------------- |
| 1 | 1         | Zahltag                   | Payback                | 20. Sep. 1999        | 28. Apr. 2005                         | Jean de Segonzac    | Dick Wolf                                                                           |
| Ein Taxifahrer wurde grausam ermordet. Doch zunächst müssen die Detectives dessen Identität klären, denn der eigentliche Lizenzinhaber sitzt im Gefängnis.                                                                                       |           |                           |                        |                      |                                       |                     |                                                                                     |
| 2 | 2         | Ein tiefer Fall           | A Single Life          | 27. Sep. 1999        | 28. Apr. 2005                         | Lesli Linka Glatter | Miriam Kazdin                                                                       |
| Die Schriftstellerin Gretchen Quinn ist halbnackt aus dem Fenster ihrer Wohnung gestürzt. Die Detectives nehmen ihre Vergangenheit unter die Lupe.                                                                                               |           |                           |                        |                      |                                       |                     |                                                                                     |
| 3 | 3         | Schönheit hat ihren Preis | …Or Just Look like One | 4. Okt. 1999         | 5. Mai 2005                           | Rick Rosenthal      | Michael R. Perry                                                                    |
| Vor einer Notaufnahme wird das schwer verletzte, minderjährige Model Jazmin abgeladen. Zudem hat sie eine Überdosis Amphetamine im Blut. |           |                           |                        |                      |                                       |                     |                                                                                     |
| 4 | 4         | Der Serienmörder          | Hysteria               | 11. Okt. 1999        | 5. Mai 2005                           | Richard Dobbs       | Dawn DeNoon & Lisa Marie Petersen                                                   |
| Die junge Afroamerikanerin Tracy Handerson wurde mit einer Tüte erstickt. Die Nachforschungen führen zu einer Serie ungeklärter Mordfälle an Prostituierten.                                                                                     |           |                           |                        |                      |                                       |                     |                                                                                     |
| 5 | 5         | Reisefieber               | Wanderlust             | 18. Okt. 1999        | 12. Mai 2005                          | David Hugh Jones    | Wendy West                                                                          |
| In seinem Zimmer wurde die nackte Leiche des Schriftstellers Richard Schiller gefunden. In seinem zugeklebten Mund befindet sich ein Damenhöschen.                                                                                               |           |                           |                        |                      |                                       |                     |                                                                                     |
| 6 | 6         | Mord an der Uni           | Sophomore Jinx         | 25. Okt. 1999        | 12. Mai 2005                          | Clark Johnson       | John Chambers                                                                       |
| Auf dem Campus wurde die Studentin Jeanne Gallagher vergewaltigt und ermordet aufgefunden. Die Spuren führen zur Uni-Basketballmannschaft. |           |                           |                        |                      |                                       |                     |                                                                                     |
| 7 | 7         | Der Kinderschänder        | Uncivilized            | 15. Nov. 1999        | 19. Mai 2005                          | Michael Fields      | Handlung: Robert Palm Schauspiel: Robert Palm & Wendy West                          |
| Als der achtjährige Ryan Davies erwürgt und vergewaltigt aufgefunden wird, gerät Bill Turbit, ein wegen Kindesmissbrauch verurteilter Sexualstraftäter, schnell ins Visier der Ermittlungen.                                                     |           |                           |                        |                      |                                       |                     |                                                                                     |
| 8 | 8         | Tod einer Staatsanwältin  | Stalked                | 22. Nov. 1999        | 19. Mai 2005                          | Peter Medak         | Roger Garrett                                                                       |
| Die Staatsanwältin Karen Fitzgerald wurde grausam ermordet. Die Spuren deuten darauf hin, dass sie vor ihrem Tod den Täter um Gnade anflehte. Die Detectives vermuten einen Zusammenhang mit alten Fällen.                                       |           |                           |                        |                      |                                       |                     |                                                                                     |
| 9 | 9         | Gefährliche Spiele        | Stocks & Bondage       | 29. Nov. 1999        | 26. Mai 2005                          | Constantine Makris  | Michael R. Perry                                                                    |
| Die Finanzanalystin Layla Brigg wurde erhängt aufgefunden. Die Spuren führen in die SM-Szene. |           |                           |                        |                      |                                       |                     |                                                                                     |
| 10 | 10        | Davon gekommen            | Closure (1)            | 7. Jan. 2000         | 26. Mai 2005                          | Steve Wertimer      | Wendy West                                                                          |
| Ein Opfer einer Vergewaltigung meldet sich bei der Polizei. Der Täter hat jedoch die Spuren verwischt. |           |                           |                        |                      |                                       |                     |                                                                                     |
| 11 | 11        | Es liegt in der Familie   | Bad Blood              | 14. Jan. 2000        | 2. Juni 2005                          | Michael Fields      | Lisa Marie Petersen & Dawn DeNoon                                                   |
| Seth Langdon, der Sohn eines konservativen Politikers wurde erschlagen. Die DNS-Spuren führen zu einem verurteilten Gewaltverbrecher. |           |                           |                        |                      |                                       |                     |                                                                                     |
| 12 | 12        | Liebesgrüße aus Moskau    | Russian Love Poem      | 21. Jan. 2000        | 2. Juni 2005                          | Rick Rosenthal      | Eva Nagorski                                                                        |
| Der Millionär Andrew Harlin wird erwürgt aufgefunden. Die Spur führt zu russischen Einwanderern. |           |                           |                        |                      |                                       |                     |                                                                                     |
| 13 | 13        | Ein ehrenwerter Richter   | Disrobed               | 4. Feb. 2000         | 9. Juni 2005                          | David Platt         | Janet Tamaro                                                                        |
| Der Richter Warren Varella wird ermordet. Die Spur führt zu seiner Arbeit im Bewährungsausschuss. |           |                           |                        |                      |                                       |                     |                                                                                     |
| 14 | 14        | Verjährungsfrist          | Limitations            | 11. Feb. 2000        | 9. Juni 2005                          | Constantine Makris  | Michael R. Perry                                                                    |
| Drei Vergewaltigungsfälle können per DNS-Beweis in Zusammenhang gebracht werden. Die SVU ermittelt unter Hochdruck, denn die Fälle stehen kurz vor der Verjährungsfrist.                                                                         |           |                           |                        |                      |                                       |                     |                                                                                     |
| 15 | 15        | Opfer des Ruhms (1)       | Entitled (1)           | 18. Feb. 2000        | 16. Juni 2005                         | Ed Sherin           | Handlung: Dick Wolf, Robert Palm & René Balcer Schauspiel: Robert Palm & Wendy West |
| Dean Woodruff wurde in seinem Auto erschossen. Die Spur führt zur reichen und politisch einflussreichen Mulroney Familie. |           |                           |                        |                      |                                       |                     |                                                                                     |
| 16 | 16        | Der dritte Mann           | The Third Guy          | 25. Feb. 2000        | 16. Juni 2005                         | Jud Taylor          | Dawn DeNoon & Lisa Marie Petersen                                                   |
| Die alte Mrs. Elaine Bernstein wurde überfallen und an ihr Bett gefesselt. Sie starb an einem Herzinfarkt, doch davor wurde sie vergewaltigt. |           |                           |                        |                      |                                       |                     |                                                                                     |
| 17 | 17        | Der betrogene Sohn        | Misleader              | 31. März 2000        | 23. Juni 2005                         | Richard Dobbs       | Handlung: Nick Harding & Nick Kendrick Schauspiel: Nick Kendrick                    |
| Ein Zimmermädchen findet die Leiche von Sylvia Hadley. Die Spuren führen zur neokonservativen Familie des Opfers. |           |                           |                        |                      |                                       |                     |                                                                                     |
| 18 | 18        | Chat Room                 | Chat Room              | 14. Apr. 2000        | 23. Juni 2005                         | Richard Dobbs       | Roger Garrett                                                                       |
| Die minderjährige Karen behauptet, vergewaltigt worden zu sein. Bei den Ermittlungen stößt die SVU auf Kinderpornographie im Internet. |           |                           |                        |                      |                                       |                     |                                                                                     |
| 19 | 19        | Der U-Bahn-Vergewaltiger  | Contact                | 28. Apr. 2000        | 30. Juni 2005                         | Michael Zinberg     | Robert Palm & Wendy West                                                            |
| Mehrere Frauen werden in der vollbesetzten U-Bahn vergewaltigt. Die SVU tappt im Dunkeln, bis eine alte Frau Zivilcourage zeigt. |           |                           |                        |                      |                                       |                     |                                                                                     |
| 20 | 20        | Späte Reue                | Remorse                | 5. Mai 2000          | 30. Juni 2005                         | Alexander Cassini   | Michael R. Perry                                                                    |
| Nach ihrer Vergewaltigung geht die Journalistin Sarah Logan mit ihrer Geschichte an die Öffentlichkeit. Dadurch kann ein Verdächtiger verhaftet werden. Doch dann sterben sie und kurz darauf der Verdächtige bei Bombenattentaten.              |           |                           |                        |                      |                                       |                     |                                                                                     |
| 21 | 21        | Der Klavierlehrer         | Nocturne               | 12. Mai 2000         | 7. Juli 2000                          | Jean de Segonzac    | Wendy West                                                                          |
| Die SVU wird von einem Fotolaboranten gerufen, der Fotos mit kinderpornographischen Inhalt entdeckt hat. Die Fotos gehören dem beliebten Klavierlehrer Larry Hold. Bei einer Hausdurchsuchung stoßen sie auf eine große Anzahl Fotos und Videos. |           |                           |                        |                      |                                       |                     |                                                                                     |
| 22 | 22        | Versklavt                 | Slaves                 | 19. Mai 2000         | 7. Juli 2005                          | Ted Kotcheff        | Dawn DeNoon & Lisa Marie Petersen                                                   |
| Ein Gemüsehändler meldet, dass ihm eine Frau mitgeteilt habe, sie werde gefangen gehalten. Die SVU findet zwar ihre Tante, doch die wird kurz darauf ermordet. Außerdem muss die Einheit zur psychologischen Begutachtung.                       |           |                           |                        |                      |                                       |                     |                                                                                     |

## Staffel 2
Die Erstausstrahlung der zweiten Staffel war vom 20. September 2000 bis zum 11. Mai 2001 auf dem US-amerikanischen Sender NBC zu sehen. Die deutschsprachige Erstausstrahlung sendete der deutsche Sender RTL II vom 1. September 2005 bis zum 12. Januar 2006.
| Nr. (ges.) | Nr. (St.) | Deutscher Titel       | Originaltitel  | Erstausstrahlung USA | Deutschsprachige Erstausstrahlung (D) | Regie              | Drehbuch |
| --- | --------- | --------------------- | -------------- | -------------------- | ------------------------------------- | ------------------ | --- |
| 23 | 1         | Geheimsache           | Wrong Is Right | 20. Sep. 2000        | 1. Sep. 2005                          | Ted Kotcheff       | David J. Burke & Jeff Eckerle                                                                                  |
| Andrew Croft wurde erschossen und seine Genitalien in Brand gesteckt. Die Spur führt zu seinem Mündel und seinem Arbeitgeber, einem Rüstungsbetrieb. Auf Grund ihrer psychologischen Beurteilung haben Jeffries und Stabler Ärger mit der Morriskommisson.                          |           |                       |                |                      |                                       |                    | |
| 24 | 2         | Eine Frage der Ehre   | Honor          | 27. Sep. 2000        | 1. Sep. 2005                          | Alan Metzger       | Robert F. Campbell & Jonathan Greene                                                                           |
| Nafeesa Amir, die Tochter eines afghanischen Attachés wurde ermordet. Die SVU findet heraus, dass sie mit ihrer Familie brach. Bei seiner Verhaftung gesteht ihr Bruder Jaleel sie getötet zu haben, um die Ehre seiner Familie wiederherzustellen.                                 |           |                       |                |                      |                                       |                    | |
| 25 | 3         | Trophäen              | Closure (2)    | 3. Nov. 2000         | 8. Sep. 2005                          | Jean de Segonzac   | Handlung: Wendy West Schauspiel: David J. Burke, Judith McCreary & Wendy West                                  |
| Eine Frau meldet eine Vergewaltigung. Der Tathergang entspricht Fällen, die ein Jahr zurückliegen, bei denen der Täter aber nicht gefasst werden konnte. |           |                       |                |                      |                                       |                    | |
| 26 | 4         | Emily                 | Legacy         | 10. Nov. 2000        | 8. Sep. 2005                          | Jud Taylor         | Jeff Eckerle                                                                                                   |
| Die kleine Emily McKenna wird im eigenen Bett mit schweren Verletzungen gefunden. Bei den Ermittlungen stoßen die Detectives auf einen Sorgerechtsstreit zwischen dem jähzornigen Vater und der überforderten Mutter des Mädchens.                                                  |           |                       |                |                      |                                       |                    | |
| 27 | 5         | Elias                 | Baby Killer    | 17. Nov. 2000        | 15. Sep. 2005                         | Juan J. Campanella | Dawn DeNoon & Lisa Marie Petersen                                                                              |
| Der siebenjährige Elias Barrera erschoss eine Mitschülerin auf dem Pausenhof. Es taucht ein von Elias gemaltes Bild mit ähnlicher Szenerie auf. Die SVU durchleuchtet sein Umfeld und findet heraus, dass er als Drogenkurier eingesetzt wurde.                                     |           |                       |                |                      |                                       |                    | |
| 28 | 6         | Nebenwirkungen        | Noncompliance  | 24. Nov. 2000        | 15. Sep. 2005                         | Elodie Keene       | Judith McCreary                                                                                                |
| Maggie Sandomir wurde vergewaltigt und erschossen in einem Laden aufgefunden. Vor dem Laden wird ein Mann mit Stichverletzungen gefunden. Bei den Ermittlungen stoßen die Detectives auf den schizophrenen Mark Nash, der eine medikamentöse Therapie verweigert.                   |           |                       |                |                      |                                       |                    | |
| 29 | 7         | Entzwei               | Asunder        | 1. Dez. 2000         | 22. Sep. 2005                         | David Platt        | Judith McCreary                                                                                                |
| Patricia Andrews, Ehefrau eines Polizisten, bezichtigt ihren Mann der Vergewaltigung. Die Nachbarn berichten von häufigen Streitigkeiten. Doch dann zieht sie ihre Anzeige zurück. Jeffries ist den Innendienst Leid und verlässt die SVU.                                          |           |                       |                |                      |                                       |                    | |
| 30 | 8         | Ausgetrickst          | Taken          | 1. Dez. 2000         | 22. Sep. 2005                         | Michael Fields     | Dawn DeNoon & Lisa Marie Petersen                                                                              |
| Während einer Eröffnungsfeier wird Siobhan Miller vergewaltigt. Der Täter ist schnell gefunden, doch dann verklagt der Bruder des Opfers das Hotel und die SVU nimmt die Familie des Opfers unter die Lupe. Detective Bensons Mutter stürzt betrunken eine Treppe hinab und stirbt. |           |                       |                |                      |                                       |                    | |
| 31 | 9         | Der Turnvater         | Pixies         | 12. Jan. 2001        | 29. Sep. 2005                         | Jean de Segonzac   | Handlung: Clifton Campbell, Jeff Eckerle & Tracey Stern Schauspiel: Tracey Stern                               |
| Kristy Meyerson, eine Profiturnerin, wird tot aufgefunden. Das teure Armband führt zu ihrem Freund, der vom Trainer allerdings unerwünscht war. |           |                       |                |                      |                                       |                    | |
| 32 | 10        | Willenlos             | Consent        | 19. Jan. 2001        | 29. Sep. 2005                         | James Quinn        | Jeff Eckerle                                                                                                   |
| Die Studentin Kelly wird auf dem Campus vergewaltigt aufgefunden. Zudem wird in ihrem Urin GHB gefunden. Eine Spur führt zu ihren Kommilitoninnen, die mit ihr noch eine offene Rechnung hatten.                                                                                    |           |                       |                |                      |                                       |                    | |
| 33 | 11        | Kind eines Rockstars  | Abuse          | 26. Jan. 2001        | 6. Okt. 2005                          | Richard Dobbs      | Handlung: Dawn DeNoon, Lisa Marie Petersen & Gwendolyn M. Parker Schauspiel: Dawn DeNoon & Lisa Marie Petersen |
| Der zehnjährige Corbin Austin wurde von einem Auto überfahren. Die Eltern, beide bekannte Stars, sind kaum zu Hause. Als Detective Benson Ashley, Corbins Schwester, kennenlernt, engagiert sie sich in dem Fall, sehr zum Missfallen der Eltern.                                   |           |                       |                |                      |                                       |                    | |
| 34 | 12        | Schmutziges Geheimnis | Secrets        | 2. Feb. 2001         | 6. Okt. 2005                          | Arthur W. Forney   | Handlung: Robert F. Campbell, Jonathan Greene & Wendy West Schauspiel: Robert F. Campbell & Jonathan Greene    |
| Die engagierte Highschool-Lehrerin Marnie Owens wurde vergewaltigt und ermordet. Zunächst vermutet die SVU den Täter unter ihren Schülern, doch dann stellt sich heraus, dass sie sexsüchtig war.                                                                                   |           |                       |                |                      |                                       |                    | |
| 35 | 13        | Prävention            | Victims        | 9. Feb. 2001         | 13. Okt. 2005                         | Constantine Makris | Nick Kendrick                                                                                                  |
| Als zwei Vergewaltiger erschossen werden, muss die SVU gegen ihre Überzeugung die Schuldigen suchen. Eine Spur führt zur HIV positiven Freundin von einem der Getöteten. Als Detective Stabler sie nach einem Selbstmordversuch findet, kommt er mit ihrem Blut in Berührung.       |           |                       |                |                      |                                       |                    | |
| 36 | 14        | Paranoia              | Paranoia       | 16. Feb. 2001        | 13. Okt. 2005                         | Richard Dobbs      | Robert F. Campbell & Jonathan Greene                                                                           |
| Detective Bensons Mentorin, Karen Smythe wurde im Einsatz überfallen und vergewaltigt, doch überall wird die SVU von der Internen Revision behindert. |           |                       |                |                      |                                       |                    | |
| 37 | 15        | Countdown             | Countdown      | 23. Feb. 2001        | 1. Dez. 2005                          | Steve Shill        | Dawn DeNoon & Lisa Marie Petersen                                                                              |
| Die kleine Sophie Douglas kann ihrem Vergewaltiger entkommen, doch die Mutter schirmt das Mädchen vor der Polizei ab. Dann verschwindet ein weiteres Mädchen und die SVU beginnt einen Wettlauf gegen die Zeit.                                                                     |           |                       |                |                      |                                       |                    | |
| 38 | 16        | Die Ausreißerin       | Runaway        | 2. März 2001         | 8. Dez. 2005                          | Richard Dobbs      | David J. Burke & Nick Kendrick                                                                                 |
| Jill, die Tochter des Polizisten Frank Foster ist verschwunden. Die SVU ermittelt undercover in der Raver-Szene, dabei wird ein Informant getötet. |           |                       |                |                      |                                       |                    | |
| 39 | 17        | Der Liebesbote        | Folly          | 23. März 2001        | 15. Dez. 2005                         | Jud Taylor         | Todd Robinson                                                                                                  |
| Die Callboys eines Escort-Services werden brutal zusammengeschlagen. Die SVU fahndet mit Hochdruck nach der Frau, die sie begleiteten, denn die Angriffe werden von Mal zu Mal brutaler.                                                                                            |           |                       |                |                      |                                       |                    | |
| 40 | 18        | Katz und Maus         | Manhunt        | 20. Apr. 2001        | 22. Dez. 2005                         | Stephen Wertimer   | Jeff Eckerle                                                                                                   |
| Ein nicht gefasster Serientäter, der seine Opfer brutal foltert, bevor er sie tötet, entführt eine junge Frau. Als man sie ermordet auffindet, setzt er sich mit Geiseln nach Kanada ab.                                                                                            |           |                       |                |                      |                                       |                    | |
| 41 | 19        | Parasiten             | Parasites      | 27. Apr. 2001        | 29. Dez. 2005                         | David Platt        | Martin Weiss                                                                                                   |
| Bei Arbeiten im Garten wurde ein Skelett der Rumänin Ava Parulis, die über eine Partneragentur in die USA einreiste, gefunden. Doch dann taucht ein Röntgenbild auf, das nicht zum Skelett passt.                                                                                   |           |                       |                |                      |                                       |                    | |
| 42 | 20        | Familienbande         | Pique          | 4. Mai 2001          | 5. Jan. 2006                          | Steve Shill        | Judith McCreary                                                                                                |
| Veronica Tandy wurde vergewaltigt und erstochen. Eine Spur führt zu Jason Mayberry, der sich bei der Polizei bewarb, doch das Opfer zog seine Fürsprache zurück. |           |                       |                |                      |                                       |                    | |
| 43 | 21        | Das Buch Daniel       | Scourge        | 11. Mai 2001         | 12. Jan. 2006                         | Alex Zakrzewski    | Handlung: Neal Baer Schauspiel: Robert F. Campbell & Jonathan Greene                                           |
| Ein geistig verwirrter Mann tötet vier Menschen auf bestialische Weise. Die SVU setzt alles daran, den Mann zu stoppen, da sich Panik unter der Bevölkerung ausbreitet. |           |                       |                |                      |                                       |                    | |

## Staffel 3
Die Erstausstrahlung der dritten Staffel war vom 28. September 2001 bis zum 17. Mai 2002 auf dem US-amerikanischen Sender NBC zu sehen. Die deutschsprachige Erstausstrahlung sendete der deutsche Free-TV-Sender RTL II vom 19. Januar bis zum 22. Juni 2006.
| Nr. (ges.) | Nr. (St.) | Deutscher Titel            | Originaltitel | Erstausstrahlung USA | Deutschsprachige Erstausstrahlung (D) | Regie               | Drehbuch |
| --- | --------- | -------------------------- | ------------- | -------------------- | ------------------------------------- | ------------------- | --- |
| 44 | 1         | Fehlerinnerung             | Repression    | 28. Sep. 2001        | 19. Jan. 2006                         | Henry J. Bronchtein | Marilyn Osborn                                                                                                |
| Megan Ramsey behauptet, von ihrem Vater vergewaltigt worden zu sein und dass er sich auch an ihrer kleinen Schwester vergehe. Der Vater beteuert seine Unschuld, doch dann wird er erschossen.                                                      |           |                            |               |                      |                                       |                     | |
| 45 | 2         | Zorn                       | Wrath         | 5. Okt. 2001         | 26. Jan. 2006                         | Jean de Segonzac    | Judith McCreary                                                                                               |
| Auf dem Gelände eines Labors werden 3 Leichen gefunden, alles Opfer oder Angehörige ehemaliger Fälle von Detective Benson. Die SVU versucht herauszufinden, wer Benson gedroht hat.                                                                 |           |                            |               |                      |                                       |                     | |
| 46 | 3         | Der verlorene Sohn         | Stolen        | 12. Okt. 2001        | 2. Feb. 2006                          | James Quinn         | Robert F. Campbell & Jonathan Greene                                                                          |
| Ein Baby wurde aus einem Supermarkt entführt. Bei den Ermittlungen stoßen die Detectives auf eine ungeklärte Kindesentführung vor zwölf Jahren, bei dem die Mutter des Kindes ermordet wurde.                                                       |           |                            |               |                      |                                       |                     | |
| 47 | 4         | Der falsche Mann           | Rooftop       | 19. Okt. 2001        | 9. Feb. 2006                          | Steve Shill         | Handlung: Neal Baer, Robert F. Campbell & Jonathan Greene Schauspiel: Robert F. Campbell & Jonathan Greene    |
| Die Detectives der SVU verdächtigen den freigelassenen Sexualtäter Leon Tate der Vergewaltigung und Ermordung mehrerer Mädchen. Doch dann setzt er sich den goldenen Schuss, aber die Morde gehen weiter.                                           |           |                            |               |                      |                                       |                     | |
| 48 | 5         | Die Frauen des Dr. Kleberg | Tangled       | 26. Okt. 2001        | 16. Feb. 2006                         | Jean de Segonzac    | Dawn DeNoon & Lisa Marie Petersen                                                                             |
| Max Kleberg wurde ermordet, seine Frau vergewaltigt. Eine Spur führt zu seinem spielsüchtigen Sohn, eine andere zu seiner Geliebten. |           |                            |               |                      |                                       |                     | |
| 49 | 6         | Der Steuerprüfer           | Redemption    | 2. Nov. 2001         | 23. Feb. 2006                         | Ted Kotcheff        | Jeff Eckerle                                                                                                  |
| Zwei Frauen wurden bestialisch ermordet, doch der Täter hat akribisch seine Spuren verwischt. Das Tatmuster passt zu alten Fällen und der Täter ist auf freiem Fuß.                                                                                 |           |                            |               |                      |                                       |                     | |
| 50 | 7         | Das Opfer                  | Sacrifice     | 9. Nov. 2001         | 2. März 2006                          | Lesli Linka Glatter | Handlung: Javier Grillo-Marxuach Schauspiel: Samantha Howard Corbin & Javier Grillo-Marxuach                  |
| Wesley Jansen wurde in eine Gasse mit einem Bauchschuss aufgefunden. Allem Anschein nach wurde er vergewaltigt, doch er bestreitet dies hartnäckig.                                                                                                 |           |                            |               |                      |                                       |                     | |
| 51 | 8         | Erbgut                     | Inheritance   | 16. Nov. 2001        | 9. März 2006                          | Juan J. Campanella  | Handlung: Kathy Ebel Schauspiel: Tara Butters, Kathy Ebel & Michele Fazekas                                   |
| Eine junge Chinesin wurde vergewaltigt. Zunächst deutet alles auf Bandenkriminalität hin. Als es weitere Opfer gibt, kann auch Rassismus nicht mehr ausgeschlossen werden.                                                                          |           |                            |               |                      |                                       |                     | |
| 52 | 9         | Pflegekinder               | Care          | 23. Nov. 2001        | 16. März 2006                         | Gloria Muzio        | Dawn DeNoon & Lisa Marie Petersen                                                                             |
| Cassie Adams wurde ermordet auf einer Baustelle aufgefunden. Im Haus der Pflegefamilie fällt zunächst der Verdacht auf den lernbehinderten Videospielfan Glenn, doch als Capt. Cragen das Videospiel gewinnt, ergibt sich ein anderes Bild.         |           |                            |               |                      |                                       |                     | |
| 53 | 10        | Gefährliche Spiele         | Ridicule      | 14. Dez. 2001        | 23. März 2006                         | Constantine Makris  | Judith McCreary                                                                                               |
| Sydney Green wird tot in ihrem Schlafzimmer aufgefunden. Zunächst deutet alles auf einen autoerotischen Unfall hin, doch dann wird bekannt, dass ein Stripper sie und ihre Freundinnen der Vergewaltigung beschuldigte.                             |           |                            |               |                      |                                       |                     | |
| 54 | 11        | Kontrollzwang              | Monogamy      | 4. Jan. 2002         | 30. März 2006                         | Constantine Makris  | Tara Butters & Michele Fazekas                                                                                |
| Nicole Manning wurde in einem Parkhaus das Baby aus dem Bauch geschnitten. Da das Opfer in einer Methadonklinik arbeitet, geraten zunächst die Patienten unter Verdacht.                                                                            |           |                            |               |                      |                                       |                     | |
| 55 | 12        | Selbstschutz               | Protection    | 11. Jan. 2002        | 6. Apr. 2006                          | Alex Zakrzewski     | Robert F. Campbell & Jonathan Greene                                                                          |
| Miguel Romos wurde mit Schussverletzung von seiner Mutter ins Krankenhaus gebracht. Doch die Mutter verschwindet spurlos. Als der Junge im Krankenhaus ermordet wird, führt die Spur zum Drogenbaron Fredo Garcia.                                  |           |                            |               |                      |                                       |                     | |
| 56 | 13        | Hochbegabt                 | Prodigy       | 18. Jan. 2002        | 13. Apr. 2006                         | Steve Shill         | Dawn DeNoon & Lisa Marie Petersen                                                                             |
| Pam Tilden, Special Agent der Tierschutzeinheit, wurde grausam ermordet und Kopf und Hände wurden abgetrennt. Zunächst gerät der Tierquäler und Soziopath Harry Baker in Verdacht, doch man kann ihm die Tat nicht nachweisen.                      |           |                            |               |                      |                                       |                     | |
| 57 | 14        | Plagiate                   | Counterfeit   | 25. Jan. 2002        | 20. Apr. 2006                         | Arthur W. Forney    | Amanda Green                                                                                                  |
| Paula Grace wurde vergewaltigt und ermordet. Im Kofferraum stoßen die Detectives auf eine große Menge gefälschter Krebsmedikamente. Doch dann wird eine zweite Frau vergewaltigt und sie beschuldigt einen Cop.                                     |           |                            |               |                      |                                       |                     | |
| 58 | 15        | Matt Brodus                | Execution     | 1. Feb. 2002         | 27. Apr. 2006                         | Alex Zakrzewski     | Judith McCreary                                                                                               |
| Neue Hinweise bringen den Todeskandidaten Matthew Brodus mit einem weiteren Mord in Verbindung. Doch der Mörder sitzt in New Jersey ein und den Detectives in New York läuft die Zeit davon.                                                        |           |                            |               |                      |                                       |                     | |
| 59 | 16        | Verlierer                  | Popular       | 1. März 2002         | 4. Mai 2006                           | Jean de Segonzac    | Handlung: Stephen Belber & Kathy Ebel Schauspiel: Stephen Belber                                              |
| Detective Stabler erfährt über seine Frau von einer angeblichen Vergewaltigung der Schülerin Cynthia Wilmont durch einen Lehrer und ermittelt auf eigene Faust.                                                                                     |           |                            |               |                      |                                       |                     | |
| 60 | 17        | Überwachung                | Surveillance  | 8. März 2002         | 11. Mai 2006                          | Steve Shill         | Jeff Eckerle                                                                                                  |
| Die Cellistin Cassie Germaine wurde in ihrer Wohnung überfallen. Durch Zufall finden die Detectives mehrere Kameras, mit denen die ganze Wohnung überwacht wurde.                                                                                   |           |                            |               |                      |                                       |                     | |
| 61 | 18        | Schuldig                   | Guilt         | 29. März 2002        | 18. Mai 2006                          | David Platt         | Tara Butters & Michele Fazekas                                                                                |
| Roy Barnett belästigte über Jahre hinweg Jungen. Als der Hauptzeuge nach einem Selbstmordversuch ins Koma fällt, ordnet ADA Cabot eine Durchsuchung der Wohnung des Opfers an, ohne einen Beschluss dafür zu haben.                                 |           |                            |               |                      |                                       |                     | |
| 62 | 19        | Recht und Gerechtigkeit    | Justice       | 5. Apr. 2002         | 25. Mai 2006                          | Juan J. Campanella  | Dawn DeNoon & Lisa Marie Petersen                                                                             |
| Patricia Stephens, die Stieftochter eines Richters, wurde vergewaltigt und ermordet. Bei der Ermittlungen stellen die Detectives fest, dass sie Briefkontakt mit Tätern unterhielt, die ihr Stiefvater verurteilte.                                 |           |                            |               |                      |                                       |                     | |
| 63 | 20        | Gier                       | Greed         | 26. Apr. 2002        | 1. Juni 2006                          | Constantine Makris  | Robert F. Campbell & Jonathan Greene                                                                          |
| Jessica Todd wurde vergewaltigt und brutal zusammengeschlagen. Bei den Nachforschungen stoßen die Detectives auf einen perfiden Plan die Frau und weitere reiche Investoren um ihr Geld zu bringen.                                                 |           |                            |               |                      |                                       |                     | |
| 64 | 21        | Verleugnet                 | Denial        | 3. Mai 2002          | 8. Juni 2006                          | Steve Shill         | Judith McCreary                                                                                               |
| Claire Rinato wurde auf einer Party vergewaltigt. Bei einer Untersuchung der Handtasche des drogensüchtigen Opfers wird ein mumifizierter Finger eines Kindes gefunden.                                                                             |           |                            |               |                      |                                       |                     | |
| 65 | 22        | Aufgeklärt                 | Competence    | 10. Mai 2002         | 15. Juni 2006                         | Jud Taylor          | Handlung: Jeff Eckerle, Robert F. Campbell & Jonathan Greene Schauspiel: Robert F. Campbell & Jonathan Greene |
| Rebecca Tolliver zeigt die Vergewaltigung ihrer an Downsyndrom leidenden Tochter Katie an. Die Ermittlungen sind schwierig, da die Mutter ihre Tochter gegen die Umwelt abschirmt.                                                                  |           |                            |               |                      |                                       |                     | |
| 66 | 23        | Im Namen des Vaters        | Silence       | 17. Mai 2002         | 22. Juni 2006                         | Steve Shill         | Patrick Harbinson                                                                                             |
| Ein Transverstit wird von einem Priester in einer Kirche ermordet aufgefunden. Der Täter ist schnell gefunden, doch dann stoßen die Detectives auf zurückliegende Vergewaltigungsfälle durch einen Priester, die durch die Kirche vertuscht wurden. |           |                            |               |                      |                                       |                     | |

## Staffel 4
Die Erstausstrahlung der vierten Staffel war vom 27. September 2002 bis zum 16. Mai 2003 auf dem US-amerikanischen Sender NBC zu sehen. Die deutschsprachige Erstausstrahlung sendete der deutsche Free-TV-Sender RTL II vom 29. Juni bis zum 14. Dezember 2006.
| Nr. (ges.) | Nr. (St.) | Deutscher Titel      | Originaltitel     | Erstausstrahlung USA | Deutschsprachige Erstausstrahlung (D) | Regie              | Drehbuch                                                                          |
| --- | --------- | -------------------- | ----------------- | -------------------- | ------------------------------------- | ------------------ | --------------------------------------------------------------------------------- |
| 67 | 1         | Chamäleon            | Chameleon         | 27. Sep. 2002        | 29. Juni 2006                         | Jean de Segonzac   | Michele Fazekas & Tara Butters                                                    |
| Die Prostituierte Debra erschoss nach einer Vergewaltigung den Vergewaltiger. Doch dann finden die Detectives heraus, dass sie die Kreditkarten des Opfers stahl und diese verwendete. |           |                      |                   |                      |                                       |                    |                                                                                   |
| 68 | 2         | Die böse Stiefmutter | Deception         | 4. Okt. 2002         | 6. Juli 2006                          | Constantine Makris | Michele Fazekas & Tara Butters                                                    |
| Auf Grund eines Bildes, nimmt die SVU das Umfeld von Cloe Stanfield unter die Lupe, dabei stellt sich heraus, dass die Mutter mit ihrem Stiefsohn eine intime Verbindung unterhielt. Nachdem ein Streit in der Schule eskaliert ist, wird der Vater tot aufgefunden.                            |           |                      |                   |                      |                                       |                    |                                                                                   |
| 69 | 3         | Der Todesengel       | Vulnerable        | 11. Okt. 2002        | 13. Juli 2006                         | Juan J. Campanella | Lisa Marie Petersen & Dawn DeNoon                                                 |
| Die geistig Verwirrte Bess Sherman dringt in eine Wohnung ein. Während der Ermittlungen stoßen die Detectives auf ihre raffgierige Familie und den sadistischen Pfleger Hal. |           |                      |                   |                      |                                       |                    |                                                                                   |
| 70 | 4         | Tod im Central Park  | Lust              | 18. Okt. 2002        | 20. Juli 2006                         | Michael Fields     | Amanda Green                                                                      |
| Greta Esterman, Ärztin beim Gesundheitsamt, wurde bestialisch ermordet. Die Detectives finden in ihren Unterlagen eine Rückverfolgungsanalyse einer AIDS-Epidemie, doch der Täter lag zur Tatzeit im Krankenhaus. Dann geschieht ein zweiter Mord.                                              |           |                      |                   |                      |                                       |                    |                                                                                   |
| 71 | 5         | Die Russen-Mafia     | Disappearing Acts | 25. Okt. 2002        | 27. Juli 2006                         | Alex Zakrzewski    | Judith McCreary                                                                   |
| Ein Mann vergewaltigte und misshandelte Frauen, die in Verbindung mit der Russenmafia stehen. Doch die Ermittlungen werden überall durch das FBI behindert, da der Täter im Zeugenschutzprogramm ist.                                                                                           |           |                      |                   |                      |                                       |                    |                                                                                   |
| 72 | 6         | Engel                | Angels            | 1. Nov. 2002         | 3. Aug. 2006                          | Arthur W. Forney   | Jonathan Greene & Robert F. Campbell                                              |
| Ein kleiner Junge wird tot in einem Kofferfach eines Reisebusses gefunden. Durch eine Überwachungskamera stoßen die Detectives auf einen Freund des Jungen, der sie zu einem Pädophilenring führt, doch der Mord an einem der Pädophilen gibt zunächst Rätsel auf.                              |           |                      |                   |                      |                                       |                    |                                                                                   |
| 73 | 7         | Puppen               | Dolls             | 8. Nov. 2002         | 10. Aug. 2006                         | Darnell Martin     | Amanda Green                                                                      |
| Im Müll wird die mumifizierte Leiche eines Mädchens gefunden. Bei einer Mahnwache wird die Mutter eines weiteren verschwundenen Mädchens ausfindig gemacht. Die Detectives ermitteln unter Hochdruck, denn ihnen läuft die Zeit davon.                                                          |           |                      |                   |                      |                                       |                    |                                                                                   |
| 74 | 8         | Stammzellen          | Waste             | 15. Nov. 2002        | 17. Aug. 2006                         | Donna Deitch       | Lisa Marie Petersen & Dawn DeNoon                                                 |
| Bei einer Komapatientin wird eine Schwangerschaft festgestellt. Auf der Suche nach dem Vergewaltiger stoßen die Detectives auf den Neurologen Dr. Mandell, der im Auftrag des schwer an Parkinson erkrankten Millionärs Langley an den Stammzellen forscht.                                     |           |                      |                   |                      |                                       |                    |                                                                                   |
| 75 | 9         | Jeremy               | Juvenile          | 22. Nov. 2002        | 24. Aug. 2006                         | Constantine Makris | Michele Fazekas & Tara Butters                                                    |
| Bei einer Drogenrazzia finden die Beamten die Leiche von Susan Oestreicher, die auch vergewaltigt wurde. Laut Spuren waren es jugendliche. Auch wenn ADA Cabot den 14-jährigen Jeremy nach Jugendrecht anklagen will, besteht der Staatsanwalt auf Erwachsenenrecht.                            |           |                      |                   |                      |                                       |                    |                                                                                   |
| 76 | 10        | Zum Wohl der Familie | Resilience        | 6. Dez. 2002         | 31. Aug. 2006                         | Joyce Chopra       | Patrick Harbinson                                                                 |
| Eine junge Frau versucht sich vor die U-Bahn zu stürzen, kann aber aufgehalten werde. Bei der Untersuchung wird festgestellt, dass sie vergewaltigt wurde und obwohl es per DNS-Beweis zwei Täter gibt, leugnen beide hartnäckig die Tat.                                                       |           |                      |                   |                      |                                       |                    |                                                                                   |
| 77 | 11        | Kaputt               | Damaged           | 10. Jan. 2003        | 7. Sep. 2006                          | Juan J. Campanella | Barbie Kligman                                                                    |
| Ein Überfall in einer Videothek geht schief und ein Passant, die sechsjährige Rebecca und der Täter werden erschossen. Rebecca kann zwar wiederbelebt werden, ist aber Hirntot. bei einer Untersuchung wird festgestellt, dass sie Tripper hat.                                                 |           |                      |                   |                      |                                       |                    |                                                                                   |
| 78 | 12        | Drogenkuriere        | Risk              | 17. Jan. 2003        | 14. Sep. 2006                         | Juan J. Campanella | Jonathan Greene & Robert F. Campbell                                              |
| Ein Baby stirbt an einer Überdosis Heroin, das unter als Babynahrung getarnt war. Als sich die Dienstaufsicht in den Fall einmischt, stirbt der Hauptverdächtige und Detective Stabler ermittelt undercover, doch der Einsatz geht schief.                                                      |           |                      |                   |                      |                                       |                    |                                                                                   |
| 79 | 13        | Abschaum             | Rotten            | 24. Jan. 2003        | 21. Sep. 2006                         | Constantine Makris | Judith McCreary                                                                   |
| Ein Drogendealer verblutet in seiner Zelle. Die Spuren deuten darauf hin, dass er bereits im Revier misshandelt wurde. Ein Verdächtiger Cop ist schnell gefunden, doch dann stoßen die Detectives auf mehrere Ungeklärte Mordfälle an Dealern mit gleichem Tatmuster.                           |           |                      |                   |                      |                                       |                    |                                                                                   |
| 80 | 14        | Gnade                | Mercy             | 31. Jan. 2003        | 28. Sep. 2006                         | David Platt        | Christos N. Gage & Ruth Fletcher                                                  |
| Die Leiche eines Babys wird in einer Kühlbox auf dem Hudson gefunden. Zunächst deutet alles auf ein ungewolltes Kind hin, doch dann stellt sich heraus, dass das Kind unheilbar krank war. |           |                      |                   |                      |                                       |                    |                                                                                   |
| 81 | 15        | Pandora              | Pandora           | 7. Feb. 2003         | 5. Okt. 2006                          | Alex Zakrzewski    | Michele Fazekas & Tara Butters                                                    |
| Eine Frau wird brutal vergewaltigt und ermordet, kurz darauf wird auch ihr Mann ermordet und eine Festplatte von einem PC gestohlen. Bei den Ermittlungen stellt sich heraus, dass das Opfer Kinderpornographiejäger fürs FBI war. Die Spur führt Detective Stabler bis nach Prag.              |           |                      |                   |                      |                                       |                    |                                                                                   |
| 82 | 16        | Die gute Mutter      | Tortured          | 14. Feb. 2003        | 12. Okt. 2006                         | Steve Shill        | Lisa Marie Petersen & Dawn DeNoon                                                 |
| Eine tibetanische Aktivistin wurde ermordet. Zunächst gerät der schwule Ehemann unter Verdacht, da er mit ihr eine Scheinehe führte, doch dann stellen die Detectives fest, dass das Opfer zu große, noch nicht veröffentlichte Designerstiefel trug.                                           |           |                      |                   |                      |                                       |                    |                                                                                   |
| 83 | 17        | Der Lamerly-Clan     | Privilege         | 21. Feb. 2003        | 19. Okt. 2006                         | Jean de Segonzac   | Patrick Harbinson                                                                 |
| Ein Dienstmädchen hat sich offenbar von der Terrasse eines Penthouses heruntergestürzt, da ihr reicher Freund Drew Lemmerly mit ihr Schluss gemacht hat. Doch als die Detectives die Spuren untersuchen, stoßen sie auf Ungereimtheiten.                                                        |           |                      |                   |                      |                                       |                    |                                                                                   |
| 84 | 18        | Tommy                | Desperate         | 14. März 2003        | 26. Okt. 2006                         | David Platt        | Amanda Green                                                                      |
| Jill Hoffman wurde brutal vergewaltigt und misshandelt und stirbt in der Notaufnahme. Der einzige Tatzeuge ist ihr sechsjähriger Stiefsohn Tommy, der nach der Tat vollkommen verstört ist. Die Recherchen ergeben, dass Jill von ihrem Mann häufig geschlagen wurde.                           |           |                      |                   |                      |                                       |                    |                                                                                   |
| 85 | 19        | Tödliche Versuchung  | Appearances       | 28. März 2003        | 2. Nov. 2006                          | Alex Zakrzewski    | Handlung: Liz Friedman, Vanessa Place & Stephen Belber Schauspiel: Stephen Belber |
| Die Kinderschönheitskönigin Sharry Latiton wurde vergewaltigt und getötet. Der Täter, ein verurteilter Pädophiler, kann schnell gefunden werden. Auf seinem PC findet die SVU eine Anleitung für dieses Verbrechen.                                                                             |           |                      |                   |                      |                                       |                    |                                                                                   |
| 86 | 20        | Komplizen            | Dominance         | 4. Apr. 2003         | 9. Nov. 2006                          | Steve Shill        | Jonathan Greene & Robert F. Campbell                                              |
| Als ein Pärchen verspätet auf einer Verlobungsfeier eintrifft, finden sie die Gäste ermordet vor. Als es weitere Opfer gibt gerät zunächst Billy, der Sohn des ehemaligen Hausmeisters in Verdacht, doch die Spuren deuten darauf hin, dass er nicht allein war.                                |           |                      |                   |                      |                                       |                    |                                                                                   |
| 87 | 21        | Im falschen Körper   | Fallacy           | 18. Apr. 2003        | 16. Nov. 2006                         | Juan J. Campanella | Handlung: Joshua Kotcheff & Barbie Kligman Schauspiel: Barbie Kligman             |
| Charyll Avery wehrt einen Angriff ab und tötet den Angreifer damit. Bei der Untersuchung der Spuren stellt sich heraus, dass Charyll transsexuell war und Joe drohte sie zu outen. |           |                      |                   |                      |                                       |                    |                                                                                   |
| 88 | 22        | Sinnlos              | Futility          | 25. Apr. 2003        | 23. Nov. 2006                         | Alex Zakrzewski    | Michele Fazekas & Tara Butters                                                    |
| Ein Vergewaltiger von vier Frauen wird festgenommen. Eines der Opfer kann ihn identifizieren, doch im Gerichtssaal verfügt der Täter, der sich selbst verteidigt, über erstaunliche Rechtskenntnisse.                                                                                           |           |                      |                   |                      |                                       |                    |                                                                                   |
| 89 | 23        | Auge um Auge         | Grief             | 2. Mai 2003          | 30. Nov. 2006                         | Constantine Makris | Adisa Iwa                                                                         |
| Venessa Bevins wird tot im Hinterhof eines Clubs aufgefunden. Es stellt sich heraus, dass sie manisch-depressiv war und offenbar vergewaltigt wurde. Als ihr Vater erfährt, dass man dem Vergewaltiger nichts nachweisen kann, dreht er durch und verübt Selbstjustiz.                          |           |                      |                   |                      |                                       |                    |                                                                                   |
| 90 | 24        | Geklonte Liebe       | Perfect           | 9. Mai 2003          | 7. Dez. 2006                          | Rick Wallace       | Jonathan Greene & Robert F. Campbell                                              |
| Nach einer Festnahme mit Schusswechsel wird die Leiche von Samantha gefunden. Ein Anhänger bei der Leiche für zum charismatischen Doktor Lang und seiner Stiftung. Bei einem Besuch findet die SVU mehrere vermisste Mädchen und stellt fest, dass er Versuche zum Klonen von Menschen betrieb. |           |                      |                   |                      |                                       |                    |                                                                                   |
| 91 | 25        | Schwarze Seele       | Soulless          | 16. Mai 2003         | 14. Dez. 2006                         | Chad Lowe          | Lisa Marie Petersen & Dawn DeNoon                                                 |
| Die 15-jährige Cloe Dutton wird nach einer Vergewaltigung aus dem Krankenhaus entführt. Einen Tag später wird ihre Leiche entdeckt. Die Spur führt zu einer Clique reicher Kids. Einer von ihnen hat einen Kumpel mit dunkler Vergangenheit.                                                    |           |                      |                   |                      |                                       |                    |                                                                                   |

## Staffel 5
Die Erstausstrahlung der fünften Staffel war vom 23. September 2003 bis zum 18. Mai 2004 auf dem US-amerikanischen Sender NBC zu sehen. Die deutschsprachige Erstausstrahlung sendete der deutsche Free-TV-Sender RTL II vom 21. Dezember 2006 bis zum 7. Juni 2007.
| Nr. (ges.) | Nr. (St.) | Deutscher Titel           | Originaltitel | Erstausstrahlung USA | Deutschsprachige Erstausstrahlung (D) | Regie              | Drehbuch                                  |
| --- | --------- | ------------------------- | ------------- | -------------------- | ------------------------------------- | ------------------ | ----------------------------------------- |
| 92 | 1         | Tragische Wahrheit        | Tragedy       | 23. Sep. 2003        | 21. Dez. 2006                         | David Platt        | Amanda Green                              |
| Die SVU ermittelt, nachdem ein Anruf bei der Polizei einging, bei dem die Anruferin offensichtlich entführt wurde. Es stellt sich heraus, dass Annika Bergeron, eine Künstlerin mit einer Risikoschwangerschaft, das Opfer ist. Es bleibt den Ermittlern weniger als 36 Stunden um die Vermisste zu finden. Die Spur führt zu dem Ex-Freund und Vater des Kindes Daniel Leister, dessen neuer Freundin Melinda Krenwell und deren Mutter Rose Krenwell. |           |                           |               |                      |                                       |                    |                                           |
| 93 | 2         | Zoltars Rache             | Manic         | 30. Sep. 2003        | 28. Dez. 2006                         | Guy Norman Bee     | Patrick Harbinson                         |
| Bei einer Schulschießerei wird Joe Blaine verletzt und zwei andere Schüler getötet. Die Spuren führen zu Joe, der an Depressionen leidet. Zur Behandlung benutzte seine Mutter das Medikament Abtriel, das manische Reaktionen verursacht. Das Medikament bekam sie durch Direktvermarktung von der Herstellerfirma. |           |                           |               |                      |                                       |                    |                                           |
| 94 | 3         | Mütter                    | Mother        | 7. Okt. 2003         | 4. Jan. 2007                          | Ted Kotcheff       | Lisa Marie Petersen & Dawn DeNoon         |
| Dr. Greta Heints, eine Psychologin spezialisiert auf Sexualstraftäter, liegt bewusstlos und gefesselt an einem bekannten Drogentreffpunkt. Eine Razzia verhindert ihre Vergewaltigung. Die Spur führt zu ihren Patienten und deren Familien. |           |                           |               |                      |                                       |                    |                                           |
| 95 | 4         | Abschied                  | Loss          | 14. Okt. 2003        | 11. Jan. 2007                         | Constantine Makris | Michele Fazekas & Tara Butters            |
| Ein Hund findet eine nackte Leiche bei der die Zunge fehlt. Es stellt sich heraus, dass das Opfer eine Undercover Agentin der Drogenfahndung war. Diese war nicht sehr kooperativ, deshalb muss die SVU selbst Ermittlungen in der Drogenszene anstellen. Als der Täter vor Gericht steht, wird der Hauptbelastungszeuge durch eine Autobombe getötet. Nachdem Drohungen gegen die Staatsanwältin Alex Cabot entdeckt worden sind, wird sie ins Zeugenschutzprogramm aufgenommen. |           |                           |               |                      |                                       |                    |                                           |
| 96 | 5         | Falsches Blut             | Serendipity   | 21. Okt. 2003        | 18. Jan. 2007                         | Constantine Makris | Lisa Marie Petersen & Dawn DeNoon         |
| Im Abwassersystem wird ein totes Neugeborenes gefunden. Kurz danach wird die Mutter ermordet in ihrer Wohnung aufgefunden. Unter Verdacht gerät der angebliche leibliche Vater, Dr. Archibald Newlands, welcher sich zu einem Vaterschaftstest bereit erklärt. Der Fall gewinnt an Signifikanz als die DNS des abgegebenen Blutes mit mehreren Fällen von sexuellem Missbräuchen an Kindern in Zusammenhang gebracht werden kann. Kurz vor dem Prozessbeginn wird Dr. Newlands ermordet aufgefunden. Bei der Autopsie stellt sich heraus, dass das abgegebene Blut nicht Dr. Newlands Blut war. Nachdem sich bei einer Kindesentführung Parallelen zu den früheren Missbrauchsfällen bemerkbar gemacht haben, muss die SVU den Täter schnell finden. |           |                           |               |                      |                                       |                    |                                           |
| 97 | 6         | Schizophren               | Coerced       | 28. Okt. 2003        | 25. Jan. 2007                         | Jean de Segonzac   | Jonathan Greene                           |
| Ein fünfjähriger Junge, Adam Forbes, wird von seinem Schlafzimmer aus entführt. Unter Verdacht gerät eine Aushilfskraft vom lokalen Supermarkt, Kevin Walker, welcher unter Schizophrenie leidet. Als dieser Anschuldigungen gegen sein Pflegeheim erhebt, ermittelt die SVU auch in diesem Fall. |           |                           |               |                      |                                       |                    |                                           |
| 98 | 7         | Entscheidung einer Mutter | Choice        | 4. Nov. 2003         | 1. Feb. 2007                          | David Platt        | Patrick Harbinson                         |
| Bei einem Einbruch wird eine schwangere Restaurantbesitzerin, Jenifer Fulton, niedergeschlagen und vergewaltigt. Der Einbrecher und ihr Mann stehen unter Verdacht. Olivia wird in den Ehestreit mitreingezogen, als der Ehemann mehrere Klagen gegen die werdende Mutter einreicht. |           |                           |               |                      |                                       |                    |                                           |
| 99 | 8         | Mörderische Intoleranz    | Abomination   | 11. Nov. 2003        | 8. Feb. 2007                          | Alex Zakrzewski    | Michele Fazekas & Tara Butters            |
| Eine Kindergartenklasse findet eine nackte männliche Leiche, Ian Tate. Das Opfer war das Poster Model der kirchlichen „Sekte zur Befreiung von Homosexualität durch Gebete und Gespräche.“ Nachdem die Mitglieder der Sekte für Unschuldig befunden wurden, dreht sich der Verdacht auf die wissenschaftliche Arbeit des Opfers, welche sich mit dem Scheitern sexuellen Umerziehungsgruppen beschäftigte. |           |                           |               |                      |                                       |                    |                                           |
| 100 | 9         | Kontrollverlust           | Control       | 18. Nov. 2003        | 15. Feb. 2007                         | Ted Kotcheff       | Handlung: Dick Wolf Schauspiel: Neal Baer |
| In einem U-Bahnbahnhof wurde an Horace Gormans eine unfreiwillig Penektomie und Kastration durchgeführt. Als sich herausstellt, dass Gorman mehrere Frauen über Monate lang entführt und vergewaltigt hatte, muss die SVU gegen seine Opfer ermitteln. Unter Verdacht gerät auch Olivia, die einem früheren Opfer Gormans nicht geglaubt hat. |           |                           |               |                      |                                       |                    |                                           |
| 101 | 10        | Misshandelt               | Shaken        | 25. Nov. 2003        | 22. Feb. 2007                         | Constantine Makris | Amanda Green                              |
| Auf einem Spielplatz wird ein 20 Monate altes Mädchen, Lucy Prichard, bewusstlos aufgefunden. Im Krankenhaus wird festgestellt, dass sie das Baby-Schüttel-Syndrome hat, ausgelöst vor mehreren Tagen. Unter Verdacht gerät die Mutter, die Babysitterin und weitere Personen die mit dem Kind Umgang hatten. |           |                           |               |                      |                                       |                    |                                           |
| 102 | 11        | Geraubte Jahre            | Escape        | 2. Dez. 2003         | 1. März 2007                          | Jean de Segonzac   | Barbie Kligman                            |
| Als zwei Häftlinge, Double D Gamble und Baxter (ein verurteilter Vergewaltiger), durch einen korrupten Beamten aus dem Gefängnis fliehen, wendet sich Deputy Marshal Andy Eckerson an die SVU, um mit Baxters früherem Opfer, Lee Healy, zu reden. Als Lee von Baxter entführt wird und Olivia bei der Befreiung von Baxter entwaffnet wird, droht die Situation zu eskalieren. |           |                           |               |                      |                                       |                    |                                           |
| 103 | 12        | Die Studentenverbindung   | Brotherhood   | 6. Jan. 2004         | 8. März 2007                          | Jean de Segonzac   | José Molina                               |
| Tyler Henry, ein Student in der Studentenverbindung Tau Omega und Betreiber mehrerer Webseiten die zeigen wie er junge betrunkene Frauen in Bars ausnutzt, wird erschlagen und mit einem Geigenbogen Anal vergewaltigt in einer Kläranlage gefunden. Unter Verdacht geraten Henrys Opfer und die weiteren Mitglieder in der Studentenverbindung. |           |                           |               |                      |                                       |                    |                                           |
| 104 | 13        | Grenzenloser Hass         | Hate          | 13. Jan. 2004        | 15. März 2007                         | David Platt        | Robert Nathan                             |
| Mira Elbsi wird in Flammen und mit einem Rohr vergewaltigt von Passanten gefunden. Die SVU ermittelt zuerst gegen ihre Familie, aber als ein zweites Opfer, Tariq Assad, mit dem gleichen Verletzungen gefunden wird, dreht sich der Fall: Da beide Opfer Arabischer Herkunft sind und Mitglieder der Interreligiösem Zentrum sind, wird gegen Besucher und Mitglieder des Zentrums ermittelt. |           |                           |               |                      |                                       |                    |                                           |
| 105 | 14        | Ritualmord                | Ritual        | 3. Feb. 2004         | 22. März 2007                         | Ed Bianchi         | Ruth Fletcher & Christos N. Gage          |
| 106 | 15        | Familien                  | Families      | 10. Feb. 2004        | 29. März 2007                         | Constantine Makris | Jonathan Greene                           |
| 107 | 16        | Verfolgungswahn           | Home          | 17. Feb. 2004        | 5. Apr. 2007                          | Rick Wallace       | Amanda Green                              |
| 108 | 17        | Freundinnen               | Mean          | 24. Feb. 2004        | 12. Apr. 2007                         | Constantine Makris | Michele Fazekas & Tara Butters            |
| 109 | 18        | Vernachlässigt            | Careless      | 2. März 2004         | 19. Apr. 2007                         | Steve Shill        | Patrick Harbinson                         |
| 110 | 19        | Perversion                | Sick          | 30. März 2004        | 26. Apr. 2007                         | David Platt        | Dawn DeNoon                               |
| 111 | 20        | Lebenslügen               | Lowdown       | 6. Apr. 2004         | 3. Mai 2007                           | Jud Taylor         | Robert Nathan                             |
| 112 | 21        | In die Schuhe geschoben   | Criminal      | 20. Apr. 2004        | 10. Mai 2007                          | Alex Zakrzewski    | José Molina                               |
| 113 | 22        | Todessehnsucht            | Painless      | 27. Apr. 2004        | 17. Mai 2007                          | Juan J. Campanella | Jonathan Greene                           |
| 114 | 23        | Der Tod der alten Damen   | Bound         | 4. Mai 2004          | 24. Mai 2007                          | Constantine Makris | Barbie Kligman                            |
| 115 | 24        | Vergiftet                 | Poison        | 11. Mai 2004         | 31. Mai 2007                          | David Platt        | Michele Fazekas & Tara Butters            |
| 116 | 25        | Krankhaftes Verlangen     | Head          | 18. Mai 2004         | 7. Juni 2007                          | Juan J. Campanella | Lisa Marie Petersen & Dawn DeNoon         |

## Staffel 6
Die Erstausstrahlung der sechsten Staffel war vom 21. September 2004 bis zum 24. Mai 2005 auf dem US-amerikanischen Sender NBC zu sehen. Die deutschsprachige Erstausstrahlung sendete der deutsche Free-TV-Sender RTL II vom 14. Juni 2007 bis zum 22. November 2007.
| Nr. (ges.) | Nr. (St.) | Deutscher Titel          | Originaltitel | Erstausstrahlung USA | Deutschsprachige Erstausstrahlung (D) | Regie                                 | Drehbuch                                          |
| ---------- | --------- | ------------------------ | ------------- | -------------------- | ------------------------------------- | ------------------------------------- | ------------------------------------------------- |
| 117        | 1         | Mutterinstinkt           | Birthright    | 21. Sep. 2004        | 14. Juni 2007                         | Arthur W. Forney                      | Jonathan Greene                                   |
| 118        | 2         | Schlangenköpfe           | Debt          | 28. Sep. 2004        | 21. Juni 2007                         | David Platt                           | Amanda Green                                      |
| 119        | 3         | Obszönitäten             | Obscene       | 12. Okt. 2004        | 28. Juni 2007                         | Constantine Makris                    | José Molina                                       |
| 120        | 4         | Platzangst               | Scavenge      | 19. Okt. 2004        | 5. Juli 2007                          | Daniel Sackheim                       | Lisa Marie Petersen & Dawn DeNoon                 |
| 121        | 5         | Hilfeschrei              | Outcry        | 26. Okt. 2004        | 12. Juli 2007                         | Constantine Makris                    | Patrick Harbinson                                 |
| 122        | 6         | Gewissenlos              | Conscience    | 9. Nov. 2004         | 19. Juli 2007                         | David Platt                           | Roger Wolfson & Robert Nathan                     |
| 123        | 7         | Hybris                   | Charisma      | 16. Nov. 2004        | 26. Juli 2007                         | Arthur W. Forney                      | Michele Fazekas & Tara Butters                    |
| 124        | 8         | Zweifel                  | Doubt         | 23. Nov. 2004        | 2. Aug. 2007                          | Ted Kotcheff                          | Marjorie David                                    |
| 125        | 9         | Minderwertigkeitskomplex | Weak          | 30. Nov. 2004        | 9. Aug. 2007                          | David Platt                           | Michele Fazekas & Tara Butters                    |
| 126        | 10        | Wiedergutmachung         | Haunted       | 7. Dez. 2004         | 16. Aug. 2007                         | Juan J. Campanella                    | Amanda Green                                      |
| 127        | 11        | Falschaussagen           | Contagious    | 11. Jan. 2005        | 23. Aug. 2007                         | Aaron Lipstadt                        | Jonathan Greene                                   |
| 128        | 12        | Identität                | Identity      | 18. Jan. 2005        | 30. Aug. 2007                         | Rick Wallace                          | Lisa Marie Petersen & Dawn DeNoon                 |
| 129        | 13        | Verdacht                 | Quarry        | 25. Jan. 2005        | 6. Sep. 2007                          | Constantine Makris                    | José Molina                                       |
| 130        | 14        | Realitätsverlust         | Game          | 8. Feb. 2005         | 13. Sep. 2007                         | David Platt                           | Patrick Harbinson                                 |
| 131        | 15        | Verleitet                | Hooked        | 15. Feb. 2005        | 20. Sep. 2007                         | Jean de Segonzac                      | Joshua Kotcheff                                   |
| 132        | 16        | Geist                    | Ghost         | 22. Feb. 2005        | 4. Okt. 2007                          | David Platt                           | Amanda Green                                      |
| 133        | 17        | Wut                      | Rage          | 1. März 2005         | 11. Okt. 2007                         | Juan J. Campanella                    | Michele Fazekas & Tara Butters                    |
| 134        | 18        | Unberührt                | Pure          | 8. März 2005         | 18. Okt. 2007                         | Aaron Lipstadt                        | Dawn DeNoon                                       |
| 135        | 19        | Muttermord               | Intoxicated   | 15. März 2005        | 25. Okt. 2007                         | Marita Grabiak                        | Jonathan Greene                                   |
| 136        | 20        | Familienehre             | Night         | 3. Mai 2005          | 1. Nov. 2007                          | Juan J. Campanella & Arthur W. Forney | Handlung: Chris Levinson Schauspiel: Amanda Green |
| 137        | 21        | Blutsbande               | Blood         | 10. Mai 2005         | 8. Nov. 2007                          | Félix Enríquez Alcalá                 | Patrick Harbinson                                 |
| 138        | 22        | Organe                   | Parts         | 17. Mai 2005         | 15. Nov. 2007                         | Matt Earl Beesley                     | David Foster                                      |
| 139        | 23        | Nebenwirkungen           | Goliath       | 24. Mai 2005         | 22. Nov. 2007                         | Peter Leto                            | Michele Fazekas & Tara Butters                    |

## Staffel 7
Die Erstausstrahlung der siebten Staffel war vom 20. September 2005 bis zum 16. Mai 2006 auf dem US-amerikanischen Sender NBC zu sehen. Die deutschsprachige Erstausstrahlung sendete der deutsche Free-TV-Sender RTL II vom 7. Februar bis zum 3. Juli 2008.
| Nr. (ges.) | Nr. (St.) | Deutscher Titel | Originaltitel | Erstausstrahlung USA | Deutschsprachige Erstausstrahlung (D) | Regie              | Drehbuch                       |
| ---------- | --------- | --------------- | ------------- | -------------------- | ------------------------------------- | ------------------ | ------------------------------ |
| 140        | 1         | Dämonen         | Demons        | 20. Sep. 2005        | 7. Feb. 2008                          | David Platt        | Amanda Green                   |
| 141        | 2         | Perfekt         | Design        | 27. Sep. 2005        | 14. Feb. 2008                         | David Platt        | Lisa Marie Petersen            |
| 142        | 3         | Notruf          | 911           | 4. Okt. 2005         | 21. Feb. 2008                         | Ted Kotcheff       | Patrick Harbinson              |
| 143        | 4         | Väter           | Ripped        | 11. Okt. 2005        | 28. Feb. 2008                         | Rick Wallace       | Jonathan Greene                |
| 144        | 5         | Killer          | Strain        | 18. Okt. 2005        | 6. März 2008                          | Constantine Makris | Robert Nathan                  |
| 145        | 6         | Hass            | Raw           | 1. Nov. 2005         | 3. Juli 2008                          | Jonathan Kaplan    | Dawn DeNoon                    |
| 146        | 7         | Name            | Name          | 8. Nov. 2005         | 13. März 2008                         | David Platt        | Michele Fazekas                |
| 147        | 8         | Kontrolle       | Starved       | 15. Nov. 2005        | 20. März 2008                         | David Platt        | Lisa Marie Petersen            |
| 148        | 9         | Betrogen        | Rockabye      | 22. Nov. 2005        | 27. März 2008                         | Peter Leto         | Patrick Harbinson              |
| 149        | 10        | Anthrax         | Storm         | 29. Nov. 2005        | 3. Apr. 2008                          | David Platt        | Amanda Green & Neal Baer       |
| 150        | 11        | Ausgestoßen     | Alien         | 6. Dez. 2005         | 10. Apr. 2008                         | Constantine Makris | José Molina                    |
| 151        | 12        | Infiziert       | Infected      | 3. Jan. 2006         | 17. Apr. 2008                         | Michelle MacLaren  | Michele Fazekas & Tara Butters |
| 152        | 13        | Ausweglos       | Blast         | 10. Jan. 2006        | 24. Apr. 2008                         | Peter Leto         | Amanda Green                   |
| 153        | 14        | Inzest          | Taboo         | 17. Jan. 2006        | 1. Mai 2008                           | Arthur W. Forney   | Dawn DeNoon                    |
| 154        | 15        | Manipuliert     | Manipulated   | 7. Feb. 2006         | 8. Mai 2008                           | Matt Earl Beesley  | José Molina                    |
| 155        | 16        | Skrupellos      | Gone          | 28. Feb. 2006        | 15. Mai 2008                          | George Pattison    | Jonathan Greene                |
| 156        | 17        | Spielsucht      | Class         | 21. März 2006        | 22. Mai 2008                          | Aaron Lipstadt     | Paul Grellong                  |
| 157        | 18        | Ungeliebt       | Venom         | 28. März 2006        | 29. Mai 2008                          | Peter Leto         | Judith McCreary                |
| 158        | 19        | Schuldgefühle   | Fault         | 4. Apr. 2006         | 5. Juni 2008                          | Paul McCrane       | Michele Fazekas & Tara Butters |
| 159        | 20        | Verachtet       | Fat           | 2. Mai 2006          | 12. Juni 2008                         | Juan J. Campanella | Patrick Harbinson              |
| 160        | 21        | Missbraucht     | Web           | 9. Mai 2006          | 19. Juni 2008                         | Peter Leto         | Paul Grellong                  |
| 161        | 22        | Beeinflusst     | Influence     | 16. Mai 2006         | 26. Juni 2008                         | Norberto Barba     | Ian Biederman                  |

## Staffel 8
Die Erstausstrahlung der achten Staffel war vom 19. September 2006 bis zum 22. Mai 2007 auf dem US-amerikanischen Sender NBC zu sehen. Die deutschsprachige Erstausstrahlung sendete der deutsche Free-TV-Sender RTL II vom 10. Juli bis zum 4. Dezember 2008.
| Nr. (ges.) | Nr. (St.) | Deutscher Titel   | Originaltitel | Erstausstrahlung USA | Deutschsprachige Erstausstrahlung (D) | Regie                         | Drehbuch          |
| --- | --------- | ----------------- | ------------- | -------------------- | ------------------------------------- | ----------------------------- | ----------------- |
| 162 | 1         | Informantin       | Informed      | 19. Sep. 2006        | 10. Juli 2008                         | Peter Leto                    | Dawn DeNoon       |
| 163 | 2         | Kind              | Clock         | 26. Sep. 2006        | 17. Juli 2008                         | James Hayman                  | Allison Intrieri  |
| 164 | 3         | Abrechnung        | Recall        | 3. Okt. 2006         | 24. Juli 2008                         | Juan J. Campanella            | Jonathan Greene   |
| 165 | 4         | Sadist            | Uncle         | 10. Okt. 2006        | 31. Juli 2008                         | David Platt                   | Dawn DeNoon       |
| 166 | 5         | Fortpflanzung     | Confrontation | 17. Okt. 2006        | 7. Aug. 2008                          | David Platt                   | Judith McCreary   |
| 167 | 6         | Undercover        | Infiltrated   | 31. Okt. 2006        | 14. Aug. 2008                         | David Platt                   | Dawn DeNoon       |
| 168 | 7         | Babystrich        | Underbelly    | 14. Nov. 2006        | 21. Aug. 2008                         | Jonathan Kaplan               | Amanda Green      |
| 169 | 8         | Käfig             | Cage          | 21. Nov. 2006        | 28. Aug. 2008                         | David Platt                   | Patrick Harbinson |
| 170 | 9         | Gift              | Choreographed | 28. Nov. 2006        | 4. Sep. 2008                          | Peter Leto                    | Paul Grellong     |
| 171 | 10        | Scheherazade      | Scheherezade  | 2. Jan. 2007         | 11. Sep. 2008                         | David Platt                   | Amanda Green      |
| 172 | 11        | Brandopfer        | Burned        | 9. Jan. 2007         | 18. Sep. 2008                         | Eriq La Salle                 | Judith McCreary   |
| 173 | 12        | Versager          | Outsider      | 16. Jan. 2007        | 25. Sep. 2008                         | Arthur W. Forney              | Paul Grellong     |
| 174 | 13        | Versuchskaninchen | Loophole      | 6. Feb. 2007         | 2. Okt. 2008                          | David Platt                   | Jonathan Greene   |
| 175 | 14        | Abhängig          | Dependent     | 13. Feb. 2007        | 9. Okt. 2008                          | Peter Leto                    | Ken Storer        |
| 176 | 15        | Gentest           | Haystack      | 20. Feb. 2007        | 16. Okt. 2008                         | Peter Leto                    | Amanda Green      |
| Ein Baby wird aus einer Wohnung entführt. Die Medien stürzen sich auf die Mutter, die daraufhin Selbstmord begeht. Detective Benson findet heraus, dass sie einen Halbbruder hat.                                                          |           |                   |               |                      |                                       |                               |                   |
| 177 | 16        | Geschwister       | Philadelphia  | 27. Feb. 2007        | 23. Okt. 2008                         | Peter Leto                    | Patrick Harbinson |
| Mehrere junge Männer werden im Central Park überfallen und vergewaltigt. Benson recherchiert über ihren Halbbruder, dabei versaut sie einen Einsatz.                                                                                       |           |                   |               |                      |                                       |                               |                   |
| 178 | 17        | Sünde             | Sin           | 27. März 2007        | 30. Okt. 2008                         | George Pattison               | Patrick Harbinson |
| Die Leiche des jungen homosexuellen Richard Antrim wird auf einem Friedhof gefunden. Eine Spur führt zur Familie des Opfers und der „New Souls Church“.                                                                                    |           |                   |               |                      |                                       |                               |                   |
| 179 | 18        | Alkohol           | Responsible   | 3. Apr. 2007         | 6. Nov. 2008                          | David Platt & Yelena Lanskaya | Allison Intrieri  |
| Eine unbekannte Tote bringt die Detectives auf eine Gruppe Minderjähriger, die Saufparties veranstalten |           |                   |               |                      |                                       |                               |                   |
| 180 | 19        | Vertrauen         | Florida       | 1. Mai 2007          | 13. Nov. 2008                         | David Platt                   | Jonathan Greene   |
| Das FBI untersucht nun den Fall um Detective Bensons Halbbruder. Da Benson immer noch überzeugt ist, dass ihr Halbbruder kein Vergewaltiger ist, unterstützt sie das FBI. Bei den Untersuchungen treffen sie wieder auf Captain Millfield. |           |                   |               |                      |                                       |                               |                   |
| 181 | 20        | Ausgelöscht       | Annihilated   | 8. Mai 2007          | 20. Nov. 2008                         | Peter Leto                    | Amanda Green      |
| Cynthia Yellin wurde ermordet aufgefunden. In ihrem Kalender finden die Detectives Hinweise auf eine baldige Heirat, doch nirgends eine Information über den Verlobten.                                                                    |           |                   |               |                      |                                       |                               |                   |
| 182 | 21        | Sechzehn          | Pretend       | 15. Mai 2007         | 27. Nov. 2008                         | David Platt                   | Dawn DeNoon       |
| Ein Junge wurde gefoltert und verblutete. Dann taucht ein Freund mit einem Video auf, das zeigt, dass alles nur ein Unfall war. Doch die Freundin des Opfers sagt etwas anderes aus.                                                       |           |                   |               |                      |                                       |                               |                   |
| 183 | 22        | Konsequenzen      | Screwed       | 22. Mai 2007         | 4. Dez. 2008                          | Arthur W. Forney              | Judith McCreary   |
| Darius Parker, der Sohn von Detective Tutuolas Ex-Frau steht wegen Mordes vor Gericht. Während der Verhandlung konfrontiert er die Zeugen, u. a. Tutola und Stabler, mit Informationen, die nur aus internen Akten stammen können.         |           |                   |               |                      |                                       |                               |                   |

## Staffel 9
Die Erstausstrahlung der neunten Staffel war vom 25. September 2007 bis zum 13. Mai 2008 auf dem US-amerikanischen Sender NBC zu sehen. Die deutschsprachige Erstausstrahlung sendete der deutsche Free-TV-Sender RTL II vom 8. Januar bis zum 14. Mai 2009.
| Nr. (ges.) | Nr. (St.) | Deutscher Titel   | Originaltitel | Erstausstrahlung USA | Deutschsprachige Erstausstrahlung (D) | Regie              | Drehbuch                         |
| --- | --------- | ----------------- | ------------- | -------------------- | ------------------------------------- | ------------------ | -------------------------------- |
| 184 | 1         | Gespalten         | Alternate     | 25. Sep. 2007        | 8. Jan. 2009                          | David Platt        | Neal Baer & Dawn DeNoon          |
| Eine Psychiaterin zeigt eine Patientin wegen Kindesmissbrauch an. In der Wohnung der Patientin wird klar, dass sie und die Psychiaterin eine Person sind, doch die Frau und das Kind sind verschwunden.                                       |           |                   |               |                      |                                       |                    |                                  |
| 185 | 2         | Avatar            | Avatar        | 2. Okt. 2007         | 15. Jan. 2009                         | Peter Leto         | Paul Grellong & Chris Emposimato |
| Rachel McGarrett wurde entführt. Die SVU findet heraus, dass das Opfer ein Doppelleben in einer virtuellen Welt führte und dort Probleme mit einem Stalker hatte.                                                                             |           |                   |               |                      |                                       |                    |                                  |
| 186 | 3         | Fehlschaltung     | Impulsive     | 9. Okt. 2007         | 22. Jan. 2009                         | David Platt        | Jonathan Greene                  |
| Sarah Trent, eine junge Lehrerin, soll einen Schüler vergewaltigt und mit Tripper angesteckt haben. |           |                   |               |                      |                                       |                    |                                  |
| 187 | 4         | Verhandlungsfähig | Savant        | 16. Okt. 2007        | 29. Jan. 2009                         | Kate Woods         | Judith McCreary                  |
| Katie Nicholson ist die einzige Zeugin für einen brutalen Überfall auf ihre Mutter, doch sie leidet am Williams-Syndrom und es ist fraglich, ob sie verhandlungsfähig ist.                                                                    |           |                   |               |                      |                                       |                    |                                  |
| 188 | 5         | Kriegsethik       | Harm          | 23. Okt. 2007        | 5. Feb. 2009                          | Peter Leto         | Josh Singer                      |
| Die Lehrerin und Collegeberaterin Kate Simes scheint einem Triebtäter zum Opfer gefallen zu sein. Bei den Recherchen stoßen die Detectives auf eine Sicherheitsfirma, die Gefangene im Irak verhört hat.                                      |           |                   |               |                      |                                       |                    |                                  |
| 189 | 6         | Meisterwerk       | Svengali      | 6. Nov. 2007         | 12. Feb. 2009                         | David Platt        | Kam Miller                       |
| Eine junge Frau wurde ermordet und verstümmelt. Die Spur führt zu einem Serienkiller, aber dieser verbüßt eine Haftstrafe. |           |                   |               |                      |                                       |                    |                                  |
| 190 | 7         | Erblindet         | Blinded       | 13. Nov. 2007        | 19. Feb. 2009                         | David Platt        | Jonathan Greene                  |
| Detective Stabler wird bei der Festnahme des schizophrenen Vergewaltigers Saul Picard so schwer verletzt, dass er kurzzeitig erblindet. Während sich das FBI um eine Auslieferung des Vergewaltigers bemüht, verfolgt ADA Nowak eigene Ziele. |           |                   |               |                      |                                       |                    |                                  |
| 191 | 8         | Bruderliebe       | Fight         | 20. Nov. 2007        | 26. Feb. 2009                         | Juan J. Campanella | Mick Betancourt                  |
| Zwei Pfadfinder finden die 17-jährige Julie Donovan, die brutal misshandelt und vergewaltigt wurde. Der schwarze Jadon Odami gesteht den Mord, doch Detective Lake ist von seiner Unschuld überzeugt.                                         |           |                   |               |                      |                                       |                    |                                  |
| 192 | 9         | Vaterschaft       | Paternity     | 27. Nov. 2007        | 5. März 2009                          | Kate Woods         | Amanda Green                     |
| Ein kleiner Junge läuft blutverschmiert auf der Straße entlang. Bei den Nachforschungen stößt die SVU auf die Leiche des Kindermädchens des Jungen, das einige freizügige Bilder online stellte.                                              |           |                   |               |                      |                                       |                    |                                  |
| 193 | 10        | Eingeschüchtert   | Snitch        | 4. Dez. 2007         | 12. März 2009                         | Jonathan Kaplan    | Mark Goffman                     |
| 194 | 11        | Respekt           | Streetwise    | 1. Jan. 2008         | 19. März 2009                         | Helen Shaver       | Paul Grellong                    |
| 195 | 12        | Folter            | Signature     | 8. Jan. 2008         | 26. März 2009                         | Arthur W. Forney   | Judith McCreary                  |
| 196 | 13        | Verdorben         | Unorthodox    | 15. Jan. 2008        | 2. Apr. 2009                          | David Platt        | Josh Singer                      |
| 197 | 14        | Eizelle           | Inconceivable | 22. Jan. 2008        | 9. Apr. 2009                          | Christopher Zalla  | Dawn DeNoon                      |
| 198 | 15        | Ausgeliefert      | Undercover    | 15. Apr. 2008        | 16. Apr. 2009                         | David Platt        | Mark Goffman                     |
| 199 | 16        | Doppelleben       | Closet        | 22. Apr. 2008        | 23. Apr. 2009                         | Peter Leto         | Ken Storer                       |
| 200 | 17        | Autorität         | Authority     | 29. Apr. 2008        | 30. Apr. 2009                         | David Platt        | Neal Baer & Amanda Green         |
| Ein unbekannter Anrufer, der sich als „Detective Milgram“ ausgibt, befiehlt einem Filialleiter eine Angestellte nur mit einer Schürze bekleidet in seinem Büro festzuhalten.                                                                  |           |                   |               |                      |                                       |                    |                                  |
| 201 | 18        | Erpresst          | Trade         | 6. Mai 2008          | 7. Mai 2009                           | Peter Leto         | Jonathan Greene                  |
| Aus ihrer brennenden Wohnung wird die Leiche von Jenna Ludlow geborgen, die allem Anschein nach vergewaltigt wurde. |           |                   |               |                      |                                       |                    |                                  |
| 202 | 19        | Vergeltung        | Cold          | 13. Mai 2008         | 14. Mai 2009                          | David Platt        | Judith McCreary                  |
| Chester Lake, Fins Partner, hat einen Polizisten erschossen. Lake ermittelte in einem alten Fall, der ihm keine Ruhe ließ. |           |                   |               |                      |                                       |                    |                                  |

## Staffel 10
Die Erstausstrahlung der zehnten Staffel war vom 23. September 2008 bis zum 2. Juni 2009 auf dem US-amerikanischen Sender NBC zu sehen. Die deutschsprachige Erstausstrahlung sendete der deutsche Free-TV-Sender RTL II vom 22. Oktober 2009 bis zum 22. April 2010.
| Nr. (ges.) | Nr. (St.) | Deutscher Titel | Originaltitel | Erstausstrahlung USA | Deutschsprachige Erstausstrahlung (D) | Regie              | Drehbuch                          |
| --- | --------- | --------------- | ------------- | -------------------- | ------------------------------------- | ------------------ | --------------------------------- |
| 203 | 1         | Teufelsbraten   | Trials        | 23. Sep. 2008        | 22. Okt. 2009                         | David Platt        | Dawn DeNoon                       |
| Der siebenjährige Unfallfahrer eines Verkehrsunfalls behauptet, dass er misshandelt worden sei. Während der Untersuchungen stoßen die Detectives auf mehrere ungeklärte Vergewaltigungsfälle alleinerziehender Mütter. |           |                 |               |                      |                                       |                    |                                   |
| 204 | 2         | Angeboren       | Confession    | 30. Sep. 2008        | 29. Okt. 2009                         | Arthur W. Forney   | Judith McCreary                   |
| 205 | 3         | Rückschlag      | Swing         | 14. Okt. 2008        | 5. Nov. 2009                          | David Platt        | Amanda Green                      |
| 206 | 4         | Mondsüchtig     | Lunacy        | 21. Okt. 2008        | 12. Nov. 2009                         | Peter Leto         | Daniel Truly                      |
| Die Astronautin Marga Janssen wurde ermordet aufgefunden. Zwar wird ein Junkie mit ihrer Kreditkarte aufgegriffen, aber auch ein Stalker gerät unter Verdacht.                                                         |           |                 |               |                      |                                       |                    |                                   |
| 207 | 5         | Retrovirus      | Retro         | 28. Okt. 2008        | 19. Nov. 2009                         | Peter Leto         | Jonathan Greene & Joshua Kotcheff |
| 208 | 6         | Babies          | Babes         | 11. Nov. 2008        | 26. Nov. 2009                         | David Platt        | Daniel Truly                      |
| 209 | 7         | Tiger           | Wildlife      | 18. Nov. 2008        | 7. Jan. 2010                          | Peter Leto         | Mick Betancourt                   |
| 210 | 8         | Unbekannt       | Persona       | 25. Nov. 2008        | 14. Jan. 2010                         | Helen Shaver       | Amanda Green                      |
| 211 | 9         | Hoheit          | PTSD          | 2. Dez. 2008         | 21. Jan. 2010                         | Eriq La Salle      | Judith McCreary                   |
| 212 | 10        | Beschmutzt      | Smut          | 9. Dez. 2008         | 28. Jan. 2010                         | Christopher Eyre   | Kam Miller                        |
| 213 | 11        | Fremd           | Stranger      | 6. Jan. 2009         | 4. Feb. 2010                          | David Platt        | Dawn DeNoon                       |
| 214 | 12        | Treibhaus       | Hothouse      | 13. Jan. 2009        | 11. Feb. 2010                         | Peter Leto         | Charley Davis                     |
| 215 | 13        | Demenz          | Snatched      | 3. Feb. 2009         | 18. Feb. 2010                         | David Platt        | Mick Betancourt                   |
| 216 | 14        | Transsexuell    | Transitions   | 17. Feb. 2009        | 25. Feb. 2010                         | Peter Leto         | Ken Storer                        |
| 217 | 15        | Blei            | Lead          | 10. März 2009        | 4. März 2010                          | David Platt        | Jonathan Greene                   |
| 218 | 16        | Ballerina       | Ballerina     | 17. Apr. 2009        | 11. März 2010                         | Peter Leto         | Daniel Truly                      |
| 219 | 17        | Kindersoldaten  | Hell          | 31. März 2009        | 18. März 2010                         | David Platt        | Amanda Green                      |
| 220 | 18        | Höllenqual      | Baggage       | 7. Apr. 2009         | 25. März 2010                         | Christopher Zalla  | Judith McCreary                   |
| 221 | 19        | Egoistisch      | Selfish       | 28. Apr. 2009        | 1. Apr. 2010                          | David Platt        | Mick Betancourt                   |
| 222 | 20        | Bestechlich     | Crush         | 5. Mai 2009          | 8. Apr. 2010                          | Peter Leto         | Jonathan Greene                   |
| 223 | 21        | Wahrheit        | Liberties     | 19. Mai 2009         | 15. Apr. 2010                         | Juan J. Campanella | Dawn DeNoon                       |
| 224 | 22        | Zebras          | Zebras        | 2. Juni 2009         | 22. Apr. 2010                         | Peter Leto         | Amanda Green & Daniel Truly       |

## Staffel 11
Die Erstausstrahlung der elften Staffel war vom 23. September 2009 bis zum 19. Mai 2010 auf dem US-amerikanischen Sender NBC zu sehen. Die deutschsprachige Erstausstrahlung sendete der deutsche Free-TV-Sender VOX vom 5. Januar bis zum 15. Juni 2011.
| Nr. (ges.) | Nr. (St.) | Deutscher Titel | Originaltitel | Erstausstrahlung USA | Deutschsprachige Erstausstrahlung (D) | Regie              | Drehbuch                                                     |
| --- | --------- | --------------- | ------------- | -------------------- | ------------------------------------- | ------------------ | ------------------------------------------------------------ |
| 225 | 1         | Irrtum          | Unstable      | 23. Sep. 2009        | 5. Jan. 2011                          | Arthur W. Forney   | Judith McCreary                                              |
| 226 | 2         | Sugar Daddy     | Sugar         | 30. Sep. 2009        | 12. Jan. 2011                         | Peter Leto         | Daniel Truly                                                 |
| 227 | 3         | Einzelhaft      | Solitary      | 7. Okt. 2009         | 19. Jan. 2011                         | Helen Shaver       | Amanda Green                                                 |
| 228 | 4         | Blackout        | Hammered      | 14. Okt. 2009        | 26. Jan. 2011                         | Peter Leto         | Dawn DeNoon                                                  |
| 229 | 5         | Ringkampf       | Hardwired     | 21. Okt. 2009        | 2. Feb. 2011                          | David Platt        | Mick Betancourt                                              |
| 230 | 6         | Silikon         | Spooked       | 28. Okt. 2009        | 9. Feb. 2011                          | Peter Leto         | Jonathan Greene                                              |
| In einem Lastwagen wurde von zwei Autodieben ein ermordetes Pärchen gefunden. Der ermordeten Frau wurden die Brustimplantate gestohlen. Im Laufe der Ermittlungen wird Detective Benson entführt.                                                       |           |                 |               |                      |                                       |                    |                                                              |
| 231 | 7         | Gestört         | Users         | 4. Nov. 2009         | 16. Feb. 2011                         | David Platt        | Michael Angeli                                               |
| In einem Zimmer eines heruntergekommenen Hotels wurde die Leiche der minderjährigen A.J. Dunne gefunden. Eine Spur führt zu einem Therapiezentrum für aggressive und drogenabhängige Jugendliche.                                                       |           |                 |               |                      |                                       |                    |                                                              |
| 232 | 8         | Entfremdet      | Turmoil       | 11. Nov. 2009        | 23. Feb. 2011                         | Peter Leto         | Judith McCreary                                              |
| Im Internet tauchen Fotos auf, die erheblich Zweifel an der Geschichte eines Vergewaltigungsopfers aufkommen lassen. Außerdem ist Stablers Sohn verschwunden.                                                                                           |           |                 |               |                      |                                       |                    |                                                              |
| 233 | 9         | Verstümmelt     | Perverted     | 18. Nov. 2009        | 2. März 2011                          | David Platt        | Dawn DeNoon                                                  |
| Die Leiche des Bikers Clyde Vandyne wurde verstümmelt an einem Baum gefesselt aufgefunden. Während der Ermittlungen gerät Detective Benson unter Verdacht.                                                                                              |           |                 |               |                      |                                       |                    |                                                              |
| 234 | 10        | Ankerkinder     | Anchor        | 9. Dez. 2009         | 9. März 2011                          | Jonathan Kaplan    | Amanda Green & Daniel Truly                                  |
| 235 | 11        | 1000 Frauen     | Quickie       | 6. Jan. 2010         | 16. März 2011                         | David Platt        | Ken Storer                                                   |
| Die 17-jährige Anna McWilliams wurde vergewaltigt und ermordet. Zunächst gerät der Ex-Freund in Verdacht, doch dann finden die Detectives auf dem Handy des Opfers eine App für anonymen Sex.                                                           |           |                 |               |                      |                                       |                    |                                                              |
| 236 | 12        | Schatten        | Shadow        | 13. Jan. 2010        | 23. März 2011                         | Amy Redford        | Amanda Green                                                 |
| Das Ehepaar Gilette wurde brutal ermordet. Zunächst sieht alles nach Selbstmord aus, aber die Spuren sprechen eine andere Sprache. Dann zeigt die Tochter eine Verfolgung an, doch der „Stalker“ stellt sich als Detective des Betrugsdezernats heraus. |           |                 |               |                      |                                       |                    |                                                              |
| 237 | 13        | Frauensache     | P.C.          | 3. März 2010         | 30. März 2011                         | Juan J. Campanella | Daniel Truly                                                 |
| 238 | 14        | Hurenmord       | Savior        | 3. März 2010         | 6. Apr. 2011                          | Peter Leto         | Mick Betancourt                                              |
| 239 | 15        | Schweigepflicht | Confidential  | 10. März 2010        | 13. Apr. 2011                         | Peter Leto         | Jonathan Greene                                              |
| 240 | 16        | Stumme Zeugin   | Witness       | 17. März 2010        | 20. Apr. 2011                         | David Platt        | Dawn DeNoon & Christine M. Torres                            |
| 241 | 17        | Wehrlos         | Disabled      | 24. März 2010        | 27. Apr. 2011                         | Paul Black         | Judith McCreary                                              |
| 242 | 18        | Gezeichnet      | Bedtime       | 31. März 2010        | 4. Mai 2011                           | Helen Shaver       | Handlung: Charley Davis Schauspiel: Neal Baer & Daniel Truly |
| 243 | 19        | Entstellt       | Conned        | 7. Apr. 2010         | 11. Mai 2011                          | David Platt        | Ken Storer                                                   |
| 244 | 20        | Fleisch         | Beef          | 21. Apr. 2010        | 18. Mai 2011                          | Peter Leto         | Lisa Loomer                                                  |
| 245 | 21        | Brandgefährlich | Torch         | 28. Apr. 2010        | 25. Mai 2011                          | Peter Leto         | Mick Betancourt & Amanda Green                               |
| 246 | 22        | Schachmatt      | Ace           | 5. Mai 2010          | 1. Juni 2011                          | David Platt        | Jonathan Greene                                              |
| 247 | 23        | Möchtegern      | Wannabe       | 12. Mai 2010         | 8. Juni 2011                          | David Platt        | Dawn DeNoon                                                  |
| 248 | 24        | Entführt        | Shattered     | 19. Mai 2010         | 15. Juni 2011                         | Peter Leto         | Amanda Green & Daniel Truly                                  |

## Staffel 12
Die Erstausstrahlung der zwölften Staffel war vom 22. September 2010 bis zum 18. Mai 2011 auf dem US-amerikanischen Sender NBC zu sehen. Die deutschsprachige Erstausstrahlung der ersten 14 Episoden sendete der deutsche Free-TV-Sender VOX vom 7. Dezember 2011 bis zum 7. März 2012. Die Episoden 15 bis 22 wurden vom österreichischen Free-TV-Sender Puls 4 zwischen dem 1. Mai und dem 19. Juni 2013 erstausgestrahlt. Die letzten beiden Episoden zeigte wiederum der deutsche Sender VOX am 28. Juni 2013.
| Nr. (ges.) | Nr. (St.) | Deutscher Titel       | Originaltitel | Erstausstrahlung USA | Deutschsprachige Erstausstrahlung (D/A) | Regie                           | Drehbuch                          |
| --- | --------- | --------------------- | ------------- | -------------------- | --------------------------------------- | ------------------------------- | --------------------------------- |
| 249 | 1         | Ella                  | Locum         | 22. Sep. 2010        | 7. Dez. 2011                            | Arthur W. Forney                | Dawn DeNoon                       |
| Die Detectives Benson und Stabler untersuchen das Verschwinden einer zehnjährigen Adoptivtochter von ihren Pflegeeltern. Sie finden bald heraus, dass sie weggelaufen ist, um sich mit jemandem zu treffen, mit dem sie sich über das Internet in Kontakt befand. Sie finden sie an der Grand Central Station mit einem Mann namens Erik Weber, der behauptet ihr nur helfen zu wollen. Im weiteren Verlauf der Ermittlung finden sie heraus, dass sich seine Geschichte bestätigt hat und, dass die Pflegeeltern bereits Jahre zuvor ein Kind namens Ella verloren haben. |           |                       |               |                      |                                         |                                 |                                   |
| 250 | 2         | Maskenmann            | Bullseye      | 22. Sep. 2010        | 14. Dez. 2011                           | Peter Leto                      | Daniel Truly                      |
| Die Detectives Benson und Stabler werden zum Krankenhaus gerufen, wo sie ein zehnjähriges traumatisiertes Vergewaltigungsopfer vorfinden. Nachdem sie die Eltern, die eine Krankheit haben, wodurch sie ihre Tochter nicht als ihre Tochter identifizieren können, aufgefunden haben, hilft ihnen Erik Weber und führt sie zu zwei Verdächtigen. Der eine ist ein Mann mit Noonan-Syndrom, dessen Mutter schon seit Jahren versucht ihn von der Liste von registrierten Sexualstraftätern zu entfernen. Der andere ist ein verurteilter Kindesmissbraucher, der sich nach seiner ersten Anhörung das Leben nimmt. Nachdem sie mit Webers Schwester gesprochen hat, findet Detective Benson den Vergewaltiger.                                                                                         |           |                       |               |                      |                                         |                                 |                                   |
| 251 | 3         | Verjährt              | Behave        | 29. Sep. 2010        | 21. Dez. 2011                           | Helen Shaver                    | Jonathan Greene                   |
| Ein Vergewaltigungsopfer, eine Frau wird ins Krankenhaus gebracht und behauptet, dass derselbe Mann sie über die letzten 15 Jahre vergewaltigt habe. Detective Benson möchte ihr helfen, aber aus der Angst vor einer erneuten Vergewaltigung möchte sie keine Ermittlung. Auf der Suche nach Beweisen in verschiedenen Städten in den USA, stellt Detective Benson fest, dass viele Beweise verschwunden oder noch nicht ausgewertet sind. Erst in Los Angeles kann Detective Rex Winters ihr helfen Beweise gegen den Vergewaltiger zu finden. |           |                       |               |                      |                                         |                                 |                                   |
| 252 | 4         | Kinderhandel          | Merchandise   | 6. Okt. 2010         | 28. Dez. 2011                           | Peter Leto                      | Judith McCreary                   |
| Als ein fünfzehnjähriges Mädchen auf dem Markt verfolgt und von einem Auto überfahren wird, sind die Detectives Benson und Stabler überrascht, dass Dr. Warner als Todesursache Mord feststellt. Das Mädchen musste hungern und hat kürzlich ein Baby zur Welt gebracht. Sie befragen den Vater, der obdachlos ist, und finden heraus, dass er sie und ihren Bruder einer Frau mitgegeben hat, damit sie auf einer Farm helfen können und es ihnen besser geht. Sie finden ihren Bruder, der zur Prostitution gezwungen wurde, und erfahren, dass er seine Schwester vor das Auto geschubst hat um sie vor Schlägen zu schützen, die Kinder erhalten, wenn sie versuchen wegzulaufen. Um die Farm zu finden, wo die Kinder festgehalten werden, bitten zu U.S. Attorney Christine Danielson um Hilfe. |           |                       |               |                      |                                         |                                 |                                   |
| 253 | 5         | Die Tote im Brunnen   | Wet           | 13. Okt. 2010        | 4. Jan. 2012                            | Jonathan Kaplan                 | Speed Weed                        |
| Als die Detectives Benson und Stabler am Tatort ankommen, finden sie eine Tote in einem Springbrunnen vor. Nachdem sie erfahren haben, dass sie an einer Pilzvergiftung gestorben ist, verdächtigen sie einen Professor und Aktivisten. Sie finden weitere Verdächtige, als sie feststellen, dass seine Verehrerin um das Erbe ihrer Großmutter konkurriert hat. |           |                       |               |                      |                                         |                                 |                                   |
| 254 | 6         | Brandzeichen          | Branded       | 20. Okt. 2010        | 11. Jan. 2012                           | Peter Leto                      | Chris Brancato                    |
| Die Detectives Benson und Stabler untersuchen den Fall eines Familienvaters, der gebrandmarkt wurde. Es taucht bald ein weiteres Opfer auf und die Detectives finden heraus, dass sie beide denselben Arbeitgeber haben. Sie finden die Täterin und es stellt sich heraus, dass sie eine gemeinsame Vergangenheit mit den Opfern hat. |           |                       |               |                      |                                         |                                 |                                   |
| 255 | 7         | Folterkammer          | Trophy        | 3. Nov. 2010         | 18. Jan. 2012                           | Donna Deitch                    | Ken Storer                        |
| Nachdem eine Frau vergewaltigt und ermordet wurde, taucht ihre Leiche in einer industriellen Wäscherei auf. Nachdem der Täter auf Detective Benson und Stabler aus einem Haus auf sie geschossen hat, finden sich eine Folterkammer im Keller und verhaften den Besitzer des Hauses. Es stellt sich jedoch heraus, dass dieser unschuldig ist und von einem Serienvergewaltiger benutzt wurde. Während der Ermittlung stellt Detective Benson eine persönliche Verbindung mit der Tochter eines Opfers und dessen Sohn her. |           |                       |               |                      |                                         |                                 |                                   |
| 256 | 8         | Deckname „Star“       | Penetration   | 10. Nov. 2010        | 25. Jan. 2012                           | Peter Leto                      | Christine M. Torres & Dawn DeNoon |
| FBI-Agent Dana Lewis wird von einem Fremden vergewaltigt und bittet Detective Benson Beweise zu untersuchen. Bevor die Polizei ihr helfen kann, geht Lewis wieder undercover und nimmt keine Hilfe an, weil sie befürchtet den Fall zu verlieren. Nachdem Lewis Detective Benson und Stabler in die falsche Richtung geführt hat, sind diese ihr dicht auf den Fersen, als sie ihren Vergewaltiger festhält. Als ADA Hardwicke sie während der Gerichtsverhandlung befragt, offenbart sie, dass der Vergewaltiger von jemandem, der Rache wollte, angeheuert wurde. |           |                       |               |                      |                                         |                                 |                                   |
| 257 | 9         | Grauzone              | Gray          | 17. Nov. 2010        | 1. Feb. 2012                            | Helen Shaver                    | George Huang                      |
| Während Detective Stabler an der Universität seiner Tochter Kathleen eine Rede zum Thema Vergewaltigung hält, behauptet eine Studentin dies von einem anderen Studenten. Als Detective Benson und Stabler abgesehen von gegenseitigen Beschuldigungen nichts haben, findet Kathleen Beweise, für die sie möglicherweise von der Uni fliegen könnte. Deswegen überredet Detective Stabler EADA Paxton, die Beweise nicht vor Gericht zu benutzen. |           |                       |               |                      |                                         |                                 |                                   |
| 258 | 10        | Die Liste             | Rescue        | 1. Dez. 2010         | 8. Feb. 2012                            | Peter Leto & Constantine Makris | Daniel Truly                      |
| Während Detective Benson auf Calvin Arliss aufpasst, behauptet sie nach seiner drogenabhängigen Mutter Vivian Arliss zu suchen. Nachdem eine Partygängerin zwei Rettungssanitäter der Vergewaltigung beschuldigt hat, während sie betrunken war, stellen sie fest, dass Vivian auf derselben Party war. Captain Cragen übergibt den Fall Sergeant Munch und Detective Tutuola, aber Detective Benson mischt sich trotzdem ein. |           |                       |               |                      |                                         |                                 |                                   |
| 259 | 11        | Bis aufs Blut         | Pop           | 5. Jan. 2011         | 15. Feb. 2012                           | Norberto Barba                  | Jonathan Greene                   |
| Ein Junge wurde, nachdem er von seinem Onkel dort abgelegt wurde, tot in einem Karussell aufgefunden. Es stellt sich heraus, dass er zu Tode geprügelt wurde, und seine Mutter beschuldigt einen Tyrann in der Schule. Die SVU findet bald heraus, dass er in einem Park gestorben ist, wo ein Ring von Spielern Kinder gegeneinander kämpfen lässt und wettet, wer gewinnt. Die Detectives Stabler und Tutuola verdächtigen einer der Anführer, dass seine Frau und seinen Stiefsohn schlägt. |           |                       |               |                      |                                         |                                 |                                   |
| 260 | 12        | Brandys Wut           | Possessed     | 5. Jan. 2011         | 22. Feb. 2012                           | Constantine Makris              | Brian Fagan                       |
| Ein Mann findet seine Freundin bewusstlos in ihrer Wohnung vor. Sie wurde vergewaltigt und die Beweise deuten auf ihre belastete Vergangenheit. Auf der Suche nach dem Täter treffen sie auf einen älteren Autor, der Kinder gefangen genommen und missbraucht hat. Durch die Verjährungsfrist hat es ADA Hardwicke schwer, ihn anzuklagen. |           |                       |               |                      |                                         |                                 |                                   |
| 261 | 13        | Therapie              | Mask          | 12. Jan. 2011        | 29. Feb. 2012                           | Donna Deitch                    | Speed Weed                        |
| Ein Mann mit Maske vergewaltigt eine Frau und überfällt ihre Partnerin. Im Laufe der Ermittlungen treffen Detective Benson und Stabler auf der Vater des Opfers, der eine Vergangenheit von Alkohol- und Sexsucht hat. Er arbeitet jetzt als Therapeut um Leuten mit demselben Problem zu helfen und weigert sich seine Patientenliste zu offenbaren. Nachdem seine Tochter ins Koma gefallen ist, geht Detective Stabler undercover, um den Täter zu finden. |           |                       |               |                      |                                         |                                 |                                   |
| 262 | 14        | Abgestürzt            | Dirty         | 19. Jan. 2011        | 7. März 2012                            | Helen Shaver                    | Judith McCreary                   |
| Detective Saliyah Qadri sucht nach der Brooklyn-Staatsanwältin Page Ferguson, welche sie in Gefahr glaubt. Sie findet sie in dem Moment, wo sie sie vom Dach eines Parkhauses fallen sieht. Als Detective Benson ankommt, findet sie heraus, dass der Tatort verfälscht wurde. Sie bittet Assistant U.S. Attorney Christine Danielson um Hilfe und sie befragen ein Gangmitglied der Latin Kings, gegen welches bald der Gerichtsprozess beginnen sollte. |           |                       |               |                      |                                         |                                 |                                   |
| 263 | 15        | Der Milliardär        | Flight        | 2. Feb. 2011         | 1. Mai 2013                             | Alex Chapple                    | Dawn DeNoon & Christine M. Torres |
| Als ein Mädchen im Flugzeug Symptome einer posttraumatischen Belastungsstörung zeigt, deutet alles auf einen wohlhabenden Unternehmer hin. Der Milliardär behauptet, das Mädchen habe ihn auf seiner eigenen Party vergewaltigt. Die Detectives Benson und Stabler vermuten, dass er lügt, und finden eine Frau, die für ihn nach dem Mädchen sucht. Sergeant Munch fürchtet, dass die Beweise für einen Arrest nicht reichen und versucht durch den Blog des Mädchens andere Vergewaltigungsopfer zu finden. |           |                       |               |                      |                                         |                                 |                                   |
| 264 | 16        | Sex, Lügen und Videos | Spectacle     | 9. Feb. 2011         | 8. Mai 2013                             | Peter Leto                      | Chris Brancato                    |
| Nachdem ein sexueller Übergriff aufgenommen und auf einem netzinternen Kanal eines Campus gezeigt wurde, suchen Detective Stabler und Tutuola nach dem Opfer und dem Täter. Im Laufe des Falls stellt sich heraus, dass das Video gestellt war und der Täter die Aufmerksamkeit der Polizei haben wollte. Diese soll nach seinem Bruder suchen, der in der Öffentlichkeit entführt wurde. |           |                       |               |                      |                                         |                                 |                                   |
| 265 | 17        | Auf Sendung           | Pursuit       | 16. Feb. 2011        | 15. Mai 2013                            | Jonathan Kaplan                 | Judith McCreary                   |
| Alicia Harding, Gastgeberin der Sendung „Neighborhood Predator“, erhält ein blutiges Messer und Todesdrohungen per Post. EADA Sonya Paxton hat bereits Jahre zuvor mit ihr gearbeitet, um den Entführer ihrer Schwester zu finden, bevor der Fall zu den Akten gelegt wurde. Als der Stalker eskaliert, möchten die Detectives Harding in Schutzhaft nehmen. Harding jedoch ist immer stärker davon überzeugt, dass der Stalker ihre Schwester entführt hat, und zeigt der Öffentlichkeit in ihrer Show Beweise, um ihn an die Öffentlichkeit zu bringen. Die Detectives Benson und Tutuola begleiten Harding zu einem Park, wo sie mehrere Leichen finden. Bald sind sie in der Lage, den Täter zu finden, jedoch nicht ohne Blutvergießen.                                                          |           |                       |               |                      |                                         |                                 |                                   |
| 266 | 18        | Die Tyrannin          | Bully         | 23. Feb. 2011        | 22. Mai 2013                            | Helen Shaver                    | Ken Storer                        |
| Als eine Kundin in einer Kunstgalerie ein grauenhaftes Werk findet, führt es die Besucher zu einer toten Frau in der Wohnung darüber. Die Detectives Benson und Stabler sehen sich ihre Kontakte an und finden eine Person, die eine Freundin in der Weinindustrie zu sein scheint. Es stellt sich jedoch später heraus, dass sie eine misshandelnde Chefin ist, die ihre Angestellten beschimpft und schlägt. Als ihr Verhalten an die Öffentlichkeit gerät, tötet sie sich selbst während einer Pressekonferenz und die Detectives müssen sich die fehlenden Teile selber zusammensuchen. |           |                       |               |                      |                                         |                                 |                                   |
| 267 | 19        | Swingerclub           | Bombshell     | 23. März 2011        | 29. Mai 2013                            | Patrick Creadon                 | Daniel Truly                      |
| 268 | 20        | Ruhe sanft            | Totem         | 30. März 2011        | 5. Juni 2013                            | Jonathan Kaplan                 | Jonathan Greene                   |
| 269 | 21        | Späte Rache           | Reparations   | 6. Apr. 2011         | 12. Juni 2013                           | Constantine Makris              | Christine M. Torres               |
| 270 | 22        | Frauenjäger           | Bang          | 4. Mai 2011          | 19. Juni 2013                           | Peter Leto                      | Speed Weed                        |
| 271 | 23        | Monster               | Delinquent    | 11. Mai 2011         | 28. Juni 2013                           | Holly Dale                      | Dawn DeNoon                       |
| 272 | 24        | 9 Millimeter          | Smoked        | 18. Mai 2011         | 28. Juni 2013                           | Helen Shaver                    | Jonathan Greene & Daniel Truly    |

## Staffel 13
Die Erstausstrahlung der 13. Staffel war vom 21. September 2011 bis zum 23. Mai 2012 auf dem US-amerikanischen Sender NBC zu sehen. Die deutschsprachige Erstausstrahlung sendete der deutsche Free-TV-Sender VOX vom 11. Januar bis zum 24. Mai 2013.
| Nr. (ges.) | Nr. (St.) | Deutscher Titel      | Originaltitel      | Erstausstrahlung USA | Deutschsprachige Erstausstrahlung (D) | Regie              | Drehbuch                                                                              |
| ---------- | --------- | -------------------- | ------------------ | -------------------- | ------------------------------------- | ------------------ | ------------------------------------------------------------------------------------- |
| 273        | 1         | Hausarrest           | Scorched Earth     | 21. Sep. 2011        | 11. Jan. 2013                         | Michael Slovis     | David Matthews                                                                        |
| 274        | 2         | Schweigegeld         | Personal Fouls     | 28. Sep. 2011        | 18. Jan. 2013                         | Tim McKay          | Bryan Goluboff                                                                        |
| 275        | 3         | Blutsbrüder          | Blood Brothers     | 5. Okt. 2011         | 25. Jan. 2013                         | Tom DiCillo        | Warren Leight & Julie Martin                                                          |
| 276        | 4         | Verfolgt             | Double Strands     | 12. Okt. 2011        | 8. Feb. 2013                          | Fred Berner        | John P. Roche                                                                         |
| 277        | 5         | Falsche Fährten      | Missing Pieces     | 19. Okt. 2011        | 15. Feb. 2013                         | Peter Leto         | Warren Leight & Julie Martin                                                          |
| 278        | 6         | Verfahrensfehler     | True Believers     | 2. Nov. 2011         | 22. Feb. 2013                         | Courtney Hunt      | Robin Veith                                                                           |
| 279        | 7         | Braut auf Bestellung | Russian Brides     | 9. Nov. 2011         | 1. März 2013                          | Alex Chapple       | Bryan Goluboff                                                                        |
| 280        | 8         | Ausgenutzt           | Educated Guess     | 16. Nov. 2011        | 8. März 2013                          | Arthur W. Forney   | Judith McCreary                                                                       |
| 281        | 9         | Letzter Schulweg     | Lost Traveler      | 30. Nov. 2011        | 15. März 2013                         | Jean de Segonzac   | Julie Martin & David Matthews                                                         |
| 282        | 10        | In flagranti         | Spiraling Down     | 7. Dez. 2011         | 22. März 2013                         | Alex Chapple       | John P. Roche & Warren Leight                                                         |
| 283        | 11        | Im Rampenlicht       | Theatre Tricks     | 11. Jan. 2012        | 5. Apr. 2013                          | Constantine Makris | Handlung: Marygrace O’Shea, Julie Martin & Warren Leight Schauspiel: Marygrace O’Shea |
| 284        | 12        | Grenzgänger          | Official Story     | 18. Jan. 2012        | 12. Apr. 2013                         | Michael Smith      | Peter Blauner                                                                         |
| 285        | 13        | Schatten des Vaters  | Father’s Shadow    | 8. Feb. 2012         | 19. Apr. 2013                         | Jean de Segonzac   | Warren Leight & Julie Martin                                                          |
| 286        | 14        | Doppelmord           | Home Invasions     | 15. Feb. 2012        | 26. Apr. 2013                         | Jim McKay          | Bryan Goluboff                                                                        |
| 287        | 15        | Jagdrevier           | Hunting Ground     | 22. Feb. 2012        | 26. Apr. 2013                         | Jonathan Kaplan    | Handlung: John P. Roche & Warren Leight Schauspiel: David Matthews & John P. Roche    |
| 288        | 16        | Findelkinder         | Child’s Welfare    | 29. Feb. 2012        | 3. Mai 2013                           | Holly Dale         | Handlung: Warren Leight Schauspiel: Peter Blauner & Julie Martin                      |
| 289        | 17        | Der rote Schal       | Justice Denied     | 11. Apr. 2012        | 3. Mai 2013                           | Michael Slovis     | Handlung: Stuart Feldman & Warren Leight Schauspiel: Stuart Feldman                   |
| 290        | 18        | Valentinstag         | Valentine’s Day    | 18. Apr. 2012        | 10. Mai 2013                          | Peter Leto         | Warren Leight & Julie Martin                                                          |
| 291        | 19        | Gesetz der Straße    | Street Revenge     | 25. Apr. 2012        | 10. Mai 2013                          | Arthur W. Forney   | Handlung: Julie Martin & David Matthews Schauspiel: David Matthews                    |
| 292        | 20        | Spender 141          | Father Dearest     | 2. Mai 2012          | 17. Mai 2013                          | Rosemary Rodriguez | Handlung: John P. Roche & Warren Leight Schauspiel: John P. Roche                     |
| 293        | 21        | Liebe und Hass       | Learning Curve     | 9. Mai 2012          | 17. Mai 2013                          | Jonathan Herron    | Handlung: Julie Martin & Warren Leight Schauspiel: Robin Veith                        |
| 294        | 22        | Amputiert            | Strange Beauty     | 16. Mai 2012         | 24. Mai 2013                          | Alex Chapple       | Peter Blauner & Robin Veith                                                           |
| 295        | 23        | Heiße Nächte         | Rhodium Nights (1) | 23. Mai 2012         | 24. Mai 2013                          | Norberto Barba     | Warren Leight & Julie Martin                                                          |

## Staffel 14
Die Erstausstrahlung der 14. Staffel war vom 26. September 2012 bis zum 22. Mai 2013 auf dem US-amerikanischen Sender NBC zu sehen. Die deutschsprachige Erstausstrahlung der ersten 13 Episoden sendete der deutsche Free-TV-Sender VOX vom 15. November 2013 bis zum 31. Januar 2014. Die restlichen Episoden waren vom 5. März bis zum 23. April 2014 auf dem österreichischen Free-TV-Sender Puls 4 zu sehen.
| Nr. (ges.) | Nr. (St.) | Deutscher Titel       | Originaltitel       | Erstausstrahlung USA | Deutschsprachige Erstausstrahlung (D/A) | Regie            | Drehbuch                                                                                |
| ---------- | --------- | --------------------- | ------------------- | -------------------- | --------------------------------------- | ---------------- | --------------------------------------------------------------------------------------- |
| 296        | 1         | Böses Erwachen        | Lost Reputation (2) | 26. Sep. 2012        | 15. Nov. 2013                           | Michael Slovis   | Warren Leight & Julie Martin                                                            |
| 297        | 2         | Falsches Spiel        | Above Suspicion (3) | 26. Sep. 2012        | 15. Nov. 2013                           | Michael Slovis   | Warren Leight & Julie Martin                                                            |
| 298        | 3         | Fremde Fantasien      | Twenty-Five Acts    | 10. Okt. 2012        | 22. Nov. 2013                           | Jean de Segonzac | Handlung: Warren Leight & Julie Martin Schauspiel: John P. Roche                        |
| 299        | 4         | Mädchenhandel         | Acceptable Loss     | 17. Okt. 2012        | 29. Nov. 2013                           | Alex Chapple     | Ed Zuckerman                                                                            |
| 300        | 5         | Feuerteufel           | Manhattan Vigil     | 24. Okt. 2012        | 6. Dez. 2013                            | Jean de Segonzac | Peter Blauner                                                                           |
| 301        | 6         | Im Netz               | Friending Emily     | 31. Okt. 2012        | 13. Dez. 2013                           | Jim McKay        | Kevin Fox                                                                               |
| 302        | 7         | Mutterliebe           | Vanity’s Bonfire    | 14. Nov. 2012        | 20. Dez. 2013                           | Michael Slovis   | Handlung: Gwendolyn Parker & Warren Leight Schauspiel: Gwendolyn Parker                 |
| 303        | 8         | Mauern des Schweigens | Lessons Learned     | 21. Nov. 2012        | 27. Dez. 2013                           | Alex Chapple     | Handlung: Ed Zuckerman & Julie Martin Schauspiel: Ed Zuckerman & John P. Roche          |
| 304        | 9         | Amok                  | Dreams Deferred     | 5. Dez. 2012         | 3. Jan. 2014                            | Michael Smith    | Warren Leight & Julie Martin                                                            |
| 305        | 10        | Beichtgeheimnis       | Presumed Guilty     | 2. Jan. 2013         | 10. Jan. 2014                           | Courtney Hunt    | Kevin Fox                                                                               |
| 306        | 11        | Hinterhalt            | Beautiful Frame     | 9. Jan. 2013         | 17. Jan. 2014                           | Jean de Segonzac | Peter Blauner                                                                           |
| 307        | 12        | Wahres Gesicht        | Criminal Hatred     | 30. Jan. 2013        | 24. Jan. 2014                           | Adam Bernstein   | Ed Zuckerman                                                                            |
| 308        | 13        | Horrorcamp            | Monster’s Legacy    | 6. Feb. 2013         | 31. Jan. 2014                           | Jean de Segonzac | John P. Roche, Warren Leight & Julie Martin                                             |
| 309        | 14        | Unvergessen           | Secrets Exhumed     | 13. Feb. 2013        | 5. März 2014                            | Laura Besley     | Warren Leight & Julie Martin                                                            |
| 310        | 15        | Tödliche Absichten    | Deadly Ambition     | 20. Feb. 2013        | 5. März 2014                            | Jim McKay        | Handlung: Peter Blauner & Kevin Fox Schauspiel: Warren Leight & Julie Martin            |
| 311        | 16        | Abgesang              | Funny Valentine     | 27. Feb. 2013        | 12. März 2014                           | Jean de Segonzac | Gwendolyn M. Parker                                                                     |
| 312        | 17        | Am Pranger            | Undercover Blue     | 20. März 2013        | 19. März 2014                           | Michael Smith    | Ed Zuckerman & Aaron Tracy                                                              |
| 313        | 18        | Straffrei             | Legitimate Rape     | 27. März 2013        | 26. März 2014                           | Jonathan Herron  | Kevin Fox & Peter Blauner                                                               |
| 314        | 19        | Das Monster           | Born Psychopath     | 3. Apr. 2013         | 26. März 2014                           | Alex Chapple     | Julie Martin & Warren Leight                                                            |
| 315        | 20        | Vertuscht             | Girl Dishonored     | 24. Apr. 2013        | 2. Apr. 2014                            | Holly Dale       | Handlung: Julie Martin & Warren Leight Schauspiel: Robert Brooks Cohen                  |
| 316        | 21        | Trauma                | Traumatic Wound     | 1. Mai 2013          | 9. Apr. 2014                            | Alex Zakrzewski  | John P. Roche & Gwendolyn Parker                                                        |
| 317        | 22        | Im Fadenkreuz         | Poisoned Motive     | 8. Mai 2013          | 16. Apr. 2014                           | Arthur W. Forney | Handlung: Warren Leight Schauspiel: Julie Martin & Ed Zuckerman                         |
| 318        | 23        | Allein in New York    | Brief Interlude     | 15. Mai 2013         | 16. Apr. 2014                           | Kevin Bray       | Handlung: Peter Blauner, Kevin Fox & Pedro Garcia Schauspiel: Peter Blauner & Kevin Fox |
| 319        | 24        | Nicht zu fassen       | Her Negotiation (1) | 22. Mai 2013         | 23. Apr. 2014                           | Norberto Barba   | Julie Martin & Warren Leight                                                            |

## Staffel 15
Die Erstausstrahlung der 15. Staffel war vom 25. September 2013 bis zum 21. Mai 2014 auf dem US-amerikanischen Sender NBC zu sehen. Die deutschsprachige Erstausstrahlung sendete der deutsche Free-TV-Sender VOX vom 12. September bis zum 19. Dezember 2014 in Doppelfolgen.
| Nr. (ges.) | Nr. (St.) | Deutscher Titel       | Originaltitel        | Erstausstrahlung USA | Deutschsprachige Erstausstrahlung (D) | Regie              | Drehbuch                                                                                   |
| --- | --------- | --------------------- | -------------------- | -------------------- | ------------------------------------- | ------------------ | ------------------------------------------------------------------------------------------ |
| 320 | 1         | Horrortrip            | Surrender Benson (2) | 25. Sep. 2013        | 12. Sep. 2014                         | Michael Smith      | Julie Martin & Warren Leight                                                               |
| Nachdem sie seit Tagen nichts von Detective Benson und ihrem Entführer William Lewis gehört haben, verfolgen die anderen Detectives eine Spur von Mord und Vergewaltigungsopfern auf Long Island. Währenddessen kämpft Detective Benson um ihr Leben und die Detectives fürchten, dass es bereits zu spät ist. |           |                       |                      |                      |                                       |                    |                                                                                            |
| 321 | 2         | Im Keller             | Imprisoned Lives     | 25. Sep. 2013        | 12. Sep. 2014                         | Michael Slovis     | Julie Martin & Warren Leight                                                               |
| Nachdem Detective Benson nach zwei Monaten Pause wieder zurückkommt, führt ein zurückgelassenes Kind am Times Square die Detectives zu mehr gefangenen Kindern im Keller eines Hauses. |           |                       |                      |                      |                                       |                    |                                                                                            |
| 322 | 3         | Am falschen Ort       | American Tragedy     | 2. Okt. 2013         | 19. Sep. 2014                         | Fred Berner        | Handlung: Jill Abbinanti Schauspiel: Julie Martin & Warren Leight                          |
| Während einer Reihe von Vergewaltigungen erschießt eine Starköchin nachts einen unschuldigen Jungen. Sie behauptet es wäre Notwehr gewesen, da sie dachte er sei der Vergewaltiger. Obwohl einige Fakten gegen ihre Geschichte sprechen, kommt es zu einer schwierigen Gerichtsverhandlung für ADA Barba. |           |                       |                      |                      |                                       |                    |                                                                                            |
| 323 | 4         | Abserviert            | Internal Affairs     | 9. Okt. 2013         | 19. Sep. 2014                         | Jean de Segonzac   | Kevin Fox                                                                                  |
| Nachdem ein Officer sein Polizeirevier für sexuelles Fehlverhalten beschuldigt, wird er in eine psychiatrische Anstalt eingewiesen und IAB Lieutenant Tucker bittet die SVU für ihn zu ermitteln. Während sie die Verdächtigen und Officer Cassidy, der Undercover gegangen ist, verfolgen, stellt sich heraus, dass er sich möglicherweise in Lebensgefahr befindet. |           |                       |                      |                      |                                       |                    |                                                                                            |
| 324 | 5         | Serienopfer           | Wonderland Story     | 16. Okt. 2013        | 26. Sep. 2014                         | Jennifer Getzinger | Handlung: Ed Zuckerman & Lawrence Kaplow Schauspiel: Julie Martin & Warren Leight          |
| Nach über 30 Jahren im Dienst geht Sergeant John Munch in Rente. Jedoch scheidet er nicht ganz aus dem Polizeidienst aus, sondern wird ein spezieller Investigator des Staatsanwaltes. Währenddessen müssen Benson und die anderen Detectives einen Fall untersuchen, bei dem ein junges Mädchen erneut einer Vergewaltigung zum Opfer gefallen ist. |           |                       |                      |                      |                                       |                    |                                                                                            |
| 325 | 6         | Der Kandidat          | October Surprise     | 23. Okt. 2013        | 26. Sep. 2014                         | Peter Werner       | Handlung: Peter Blauner & Warren Leight Schauspiel: Peter Blauner                          |
| Als ein Freund aus ADA Barbas Kindheit für versuchte Vergewaltigung verhaftet wird, bringt dessen Verbindung zu dem Bürgermeisterkandidaten Alex Munoz dessen Kampagne in Gefahr. Eine Undercover-Ermittlung deckt sexuelles Fehlverhalten von Munoz auf und die Detectives fragen sich, ob ADA Barba seine persönlichen Gefühle für sein früheres Idol beiseitelegen kann, um ihn anzuklagen. |           |                       |                      |                      |                                       |                    |                                                                                            |
| 326 | 7         | Böser Verdacht        | Dissonant Voices     | 6. Nov. 2013         | 3. Okt. 2014                          | Alex Chapple       | John P. Roche                                                                              |
| Ein berühmter Gesangstrainer wird von einem vierjährigen Schüler einer angesehen Privatschule des sexuellen Missbrauchs beschuldigt. Während Detective Rollins das Team bittet, vorsichtig vorzugehen, bringt die Ermittlung schwerwiegende Beweise hervor und es tauchen noch weitere Opfer auf. Es stellt sich zum Schluss jedoch heraus, dass jemand dem Beschuldigten eine Falle gestellt hat. |           |                       |                      |                      |                                       |                    |                                                                                            |
| 327 | 8         | Kriegsrecht           | Military Justice     | 13. Nov. 2013        | 10. Okt. 2014                         | Tom DiCillo        | Lawrence Kaplow                                                                            |
| Ein Offizier der Küstenwache wird betrunken im Auto angehalten. Der Officer, der sie verhaftet hat, ruft die SVU, weil sie vergewaltigt zu sein scheint. Die Detectives verdächtigen eine Gruppe von Offizieren, aber deren kommandierender Offizier behindert die Ermittlungen. Als Detective Amaro seine Ex-Frau nach Informationen fragt, bringt er den Fall in Gefahr. |           |                       |                      |                      |                                       |                    |                                                                                            |
| 328 | 9         | Abgezockt             | Rapist Anonymous     | 20. Nov. 2013        | 10. Okt. 2014                         | Steve Shill        | Julie Martin & Warren Leight                                                               |
| Detective Rollins hilft ihrer Freundin, ihren Liebhaber anzuzeigen, den sie der Vergewaltigung beschuldigt. Doch ihre Vergangenheit, die auch gewaltsamen Sex enthält, macht es ADA Barba zu schwer, um Anklage zu erheben. Nachdem der Fall zu Mörder eskaliert, wird eine Dreiecksbeziehung aufgedeckt und Detective Rollins muss ihr Privatleben vor Gericht aufdecken. |           |                       |                      |                      |                                       |                    |                                                                                            |
| 329 | 10        | Albtraum              | Psycho/Therapist     | 8. Jan. 2014         | 17. Okt. 2014                         | Michael Slovis     | Julie Martin & Warren Leight                                                               |
| Die Gerichtsverhandlung gegen den Serienvergewaltiger William Levis bringt Detective Benson ihrem Entführer erneut gegenüber. Lewis versucht jeden Trick, die Gerichtsverhandlung zu gewinnen, wodurch Detective Benson Dinge über die Entführung offenbaren muss, die sie zuvor für sich behalten hat. |           |                       |                      |                      |                                       |                    |                                                                                            |
| 330 | 11        | Querschläger          | Amaro’s One-Eighty   | 15. Jan. 2014        | 24. Okt. 2014                         | Nick Gomez         | Handlung: Warren Leight & Julie Martin Schauspiel: Kevin Fox                               |
| Auf dem Weg nach Hause von einem Abendessen mit Kollegen sehen Detective Amaro und Rollins, wie eine Polizistin einen Jungen mit dunkler Hautfarbe verfolgt. Nach einem Schusswechsel mit Amaro ist der Junge gelähmt. Beweise zeigen, dass der Junge gar keine Waffe hatte, und, dass Amaros Blutalkoholwert zu hoch war. Amaro wird wegen eines Hassverbrechens von ADA Derek Strauss angeklagt. Nachdem Amaro für unschuldig gehalten wurde, verkündet Captain Cragen seinen Rücktritt.                                                              |           |                       |                      |                      |                                       |                    |                                                                                            |
| 331 | 12        | Schlangennest         | Jersey Breakdown     | 22. Jan. 2014        | 24. Okt. 2014                         | Jonathan Herron    | Handlung: Julie Martin & Céline C. Robinson Schauspiel: Céline C. Robinson                 |
| Als ein minderjähriges Mädchen geschlagen und vergewaltigt aufgefunden wird, muss die SVU sie erst einmal dazu überreden, eine Aussage zu machen. Da sich dieser Fall auch in New Jersey abspielte und der Staatsanwalt ADA Barba nicht helfen will, arbeiten sie mit Assistant U.S. Attorney Connie Rubirosa zusammen. Es stellt sich heraus, dass dieser Fall viel umfangreicher ist, als erwartet, und, dass der Staatsanwalt in New Jersey seine Gründe hatte, nicht zu helfen.                                                                     |           |                       |                      |                      |                                       |                    |                                                                                            |
| 332 | 13        | Verhängnisvolle Liebe | Betrayal’s Climax    | 29. Jan. 2014        | 31. Okt. 2014                         | Holly Dale         | Jill Abbinanti                                                                             |
| Die Detectives kommen zu einer Wohnung, wo die Eltern glauben, ihre Tochter sei entführt worden. Der Vater beschuldigt ihren Freund, der in einer Gang ist. Nachdem sie die Tochter nach einem fehlgeschlagenen Selbstmordversuch finden, offenbart sie, dass sie von einer Gruppe vergewaltigt wurde, während ihr Freund zusehen musste. Nachdem beide nicht aussagen wollen, findet Detective Amaro heraus, dass die Gruppe nicht nur hinter der Vergewaltigung steckt.                                                                               |           |                       |                      |                      |                                       |                    |                                                                                            |
| 333 | 14        | Unerwünscht           | Wednesday’s Child    | 5. Feb. 2014         | 7. Nov. 2014                          | Laura Belsey       | Handlung: Peter Blauner & Warren Leight Schauspiel: Peter Blauner                          |
| Als ein Vater nach der Arbeit nach Hause kommt, stellt er fest, dass sein Sohn nicht mehr da ist. Die Detectives vermuten, dass der Junge weggelaufen ist, da er sich in der Vergangenheit nicht benehmen konnte. Der Fall wird immer wichtiger, da der Junge dringend Medikamente benötigt und sie herausfinden, dass ein kriminelles Paar ihn hat. Die Detectives versuchen außerdem, den Vater gegen die Mutter aufzubringen, da diese ihn weggegeben hat.                                                                                           |           |                       |                      |                      |                                       |                    |                                                                                            |
| 334 | 15        | Nicht witzig!         | Comic Perversion     | 26. Feb. 2014        | 7. Nov. 2014                          | Alex Chapple       | Handlung: Brianna Yellen, Julie Martin & Warren Leight Schauspiel: Brianna Yellen          |
| Als eine Studentin überfallen wurde, nachdem sie gegen einen Komiker, der Witze über Vergewaltigungen gemacht hat, protestiert hat, ist ADA Barba gegen die Verhaftung des Komikers, aufgrund der Redefreiheit. Nachdem eine weitere Studentin den Komiker der Vergewaltigung beschuldigt, verhaftet Detective Benson den Komiker. Da es in dem Fall keine handfesten Beweise gibt, versucht Barba Benson dazu zu bringen, den Komiker freizulassen. Währenddessen kommt Detective Erin Lindsay aus Chicago und bittet die SVU um Hilfe bei einem Fall. |           |                       |                      |                      |                                       |                    |                                                                                            |
| 335 | 16        | Harte Schule          | Gridiron Soldier     | 5. März 2014         | 14. Nov. 2014                         | Jean de Segonzac   | Handlung: John P. Roche & Julie Martin Schauspiel: John P. Roche                           |
| 336 | 17        | Verzockt              | Gambler’s Fallacy    | 12. März 2014        | 21. Nov. 2014                         | Alex Chapple       | Handlung: Kevin Fox Schauspiel: Julie Martin & Warren Leight                               |
| 337 | 18        | Macht des Wortes      | Criminal Stories     | 19. März 2014        | 21. Nov. 2014                         | Mariska Hargitay   | Handlung: Julie Martin & Warren Leight Schauspiel: Peter Blauner                           |
| 338 | 19        | Schmerzensgeld        | Downloaded Child     | 2. Apr. 2014         | 28. Nov. 2014                         | Adam Bernstein     | Handlung: Jill Abbinanti Schauspiel: Julie Martin & Warren Leight                          |
| 339 | 20        | Besessen              | Beast’s Obsession    | 9. Apr. 2014         | 28. Nov. 2014                         | Steve Shill        | Julie Martin & Warren Leight                                                               |
| 340 | 21        | Post-Mortem           | Post-Mortem Blues    | 30. Apr. 2014        | 5. Dez. 2014                          | Michael Slovis     | Julie Martin & Warren Leight                                                               |
| 341 | 22        | Rosenkrieg            | Reasonable Doubt     | 7. Mai 2014          | 5. Dez. 2014                          | Alex Chapple       | Kevin Fox & Robert Brooks Cohen                                                            |
| 342 | 23        | Dunkle Phantasien     | Thought Criminal     | 14. Mai 2014         | 12. Dez. 2014                         | Adam Bernstein     | Handlung: Peter Blauner Schauspiel: Peter Blauner, Julie Martin & Warren Leight            |
| 343 | 24        | Noah                  | Spring Awakening     | 21. Mai 2014         | 19. Dez. 2014                         | Norberto Barba     | Handlung: Julie Martin & Warren Leight Schauspiel: Warren Leight, Julie Martin & Kevin Fox |

## Staffel 16
Die Erstausstrahlung der 16. Staffel war vom 24. September 2014 bis zum 20. Mai 2015 auf dem US-amerikanischen Sender NBC zu sehen. Die deutschsprachige Erstausstrahlung der Folgen 1–19 sowie 21–23 strahlte der deutsche Free-TV-Sender VOX vom 9. Oktober 2015 bis zum 18. März 2016 aus. Die Ausstrahlung der 20. Folge, die die Handlung aus Chicago Fire und Chicago P.D. fortführt, fand im deutschsprachigen Raum erstmals bei dem österreichischen Free-TV-Sender Puls 4 am 17. Mai 2017 statt.
| Nr. (ges.) | Nr. (St.) | Deutscher Titel       | Originaltitel      | Erstausstrahlung USA | Deutschsprachige Erstausstrahlung (D) | Regie              | Drehbuch |
| ---------- | --------- | --------------------- | ------------------ | -------------------- | ------------------------------------- | ------------------ | --- |
| 344        | 1         | Verschwundene Mädchen | Girls Disappeared  | 24. Sep. 2014        | 9. Okt. 2015                          | Alex Chapple       | Handlung: Julie Martin & Warren Leight Schauspiel: Robert Brooks Cohen & Kevin Fox                                    |
| 345        | 2         | Gescheitert           | American Disgrace  | 1. Okt. 2014         | 16. Okt. 2015                         | Arthur W. Forney   | Julie Martin & Warren Leight                                                                                          |
| 346        | 3         | Minderjährig          | Producer’s Backend | 8. Okt. 2014         | 23. Okt. 2015                         | Michael Pressman   | Handlung: Robert Brooks Cohen & Kevin Fox Schauspiel: Julie Martin & Warren Leight                                    |
| 347        | 4         | Holdens Manifest      | Holden’s Manifesto | 15. Okt. 2014        | 30. Okt. 2015                         | Jean de Segonzac   | Handlung: Julie Martin & Warren Leight Schauspiel: Kevin Fox                                                          |
| 348        | 5         | Fehlentscheidung      | Pornstar’s Requiem | 22. Okt. 2014        | 6. Nov. 2015                          | Jennifer Getzinger | Handlung: Robert Brooks Cohen & Céline C. Robinson Schauspiel: Kevin Fox & Warren Leight                              |
| 349        | 6         | Glasgow-Man           | Glasgowman’s Wrath | 5. Nov. 2014         | 13. Nov. 2015                         | Jean de Segonzac   | Handlung: Brianna Yellen & Jill Abbinanti Schauspiel: Julie Martin & Warren Leight                                    |
| 350        | 7         | Täter und Opfer       | Chicago Crossover  | 12. Nov. 2014        | 20. Nov. 2015                         | Steve Shill        | Handlung: Ed Zuckerman Schauspiel: Dick Wolf & Warren Leight                                                          |
| 351        | 8         | Häusliche Gewalt      | Spousal Privilege  | 19. Nov. 2014        | 27. Nov. 2015                         | Sharat Raju        | Handlung: Julie Martin & Samantha Corbin-Miller Schauspiel: Julie Martin & Warren Leight                              |
| 352        | 9         | Tatmuster             | Pattern Seventeen  | 10. Dez. 2014        | 4. Dez. 2015                          | Martha Mitchell    | Kevin Fox |
| 353        | 10        | Unter Kollegen        | Forgiving Rollins  | 7. Jan. 2015         | 11. Dez. 2015                         | Michael Slovis     | Julie Martin & Warren Leight                                                                                          |
| 354        | 11        | Der Fan               | Agent Provocateur  | 14. Jan. 2015        | 18. Dez. 2015                         | Alex Chapple       | Samantha Corbin-Miller                                                                                                |
| 355        | 12        | Vater und Sohn        | Padre Sandungeuro  | 21. Jan. 2015        | 8. Jan. 2016                          | Mariska Hargitay   | Handlung: Peter Blauner Schauspiel: Peter Blauner & Warren Leight                                                     |
| 356        | 13        | Zahn um Zahn          | Decaying Morality  | 4. Feb. 2015         | 15. Jan. 2016                         | Michael Pressman   | Kevin Fox & Brianna Yellen                                                                                            |
| 357        | 14        | Game Over             | Intimidation Game  | 11. Feb. 2015        | 22. Jan. 2016                         | Jean de Segonzac   | Handlung: Céline C. Robinson & Robert Brooks Cohen Schauspiel: Julie Martin, Céline C. Robinson & Robert Brooks Cohen |
| 358        | 15        | Verschleppt           | Undercover Mother  | 18. Feb. 2015        | 29. Jan. 2016                         | Steve Shill        | Julie Martin & Warren Leight                                                                                          |
| 359        | 16        | Sein letzter Wille    | December Solstice  | 25. Feb. 2015        | 5. Feb. 2016                          | Sharat Raju        | Ed Zuckerman |
| 360        | 17        | Auf Bewährung         | Parole Violations  | 25. März 2015        | 12. Feb. 2016                         | Jean de Segonzac   | Jill Abbinanti |
| 361        | 18        | Filmriss              | Devastating Story  | 1. Apr. 2015         | 19. Feb. 2016                         | Michael Slovis     | Samantha Corbin-Miller                                                                                                |
| 362        | 19        | Masern                | Granting Immunity  | 8. Apr. 2015         | 26. Feb. 2016                         | Holly Dale         | Handlung: Julie Martin & Warren Light Schauspiel: Brianna Yellen & A. Zell Williams                                   |
| 363        | 20        | Für Nadia             | Daydream Believer  | 29. Apr. 2015        | 17. Mai 2017                          | Martha Mitchell    | Handlung: Julie Martin & Ed Zuckerman Schauspiel: Warren Leight & Matt Olmstead                                       |
| 364        | 21        | Vage Erinnerung       | Perverted Justice  | 6. Mai 2015          | 4. März 2016                          | Alex Chapple       | Handlung: Warren Leight & Julie Martin Schauspiel: Robert Brooks Cohen & Céline C. Robinson                           |
| 365        | 22        | Eine Lektion          | Parents’ Nightmare | 13. Mai 2015         | 11. März 2016                         | Jean de Segonzac   | Kevin Fox & Brendan Feeney                                                                                            |
| 366        | 23        | Adoption              | Surrendering Noah  | 20. Mai 2015         | 18. März 2016                         | Michael Slovis     | Julie Martin & Warren Leight                                                                                          |

## Staffel 17
Die Erstausstrahlung der 17. Staffel war vom 23. September 2015 bis zum 25. Mai 2016 auf dem US-amerikanischen Sender NBC zu sehen. Die deutschsprachige Erstausstrahlung sendete der deutsche Free-TV-Sender VOX vom 2. September 2016 bis zum 6. Oktober 2017.
| Nr. (ges.) | Nr. (St.) | Deutscher Titel             | Originaltitel       | Erstausstrahlung USA | Deutschsprachige Erstausstrahlung (D) | Regie              | Drehbuch |
| ---------- | --------- | --------------------------- | ------------------- | -------------------- | ------------------------------------- | ------------------ | --- |
| 367        | 1         | Die Spur des Bösen (Teil 1) | Devil’s Dissections | 23. Sep. 2015        | 2. Sep. 2016                          | Jean de Segonzac   | Warren Leight & Julie Martin Idee: Kevin Fox                                                                 |
| 368        | 2         | Die Spur des Bösen (Teil 2) | Criminal Pathology  | 23. Sep. 2015        | 2. Sep. 2016                          | Alex Chapple       | Julie Martin & Warren Leight Idee: Kevin Fox                                                                 |
| 369        | 3         | Mit voller Härte            | Transgender Bride   | 30. Sep. 2015        | 9. Sep. 2016                          | Arthur W. Forney   | Jill Abbinanti & Céline C. Robinson Idee: Julie Martin & Warren Leight                                       |
| 370        | 4         | Behördenversagen            | Institutional Fail  | 7. Okt. 2015         | 16. Sep. 2016                         | Martha Mitchell    | Julie Martin & Briann Yellen Idee: Samantha Corbin-Miller                                                    |
| 371        | 5         | Unbewaffnet                 | Community Policing  | 14. Okt. 2015        | 23. Sep. 2016                         | Jean de Segonzac   | Warren Leight & A. Zell Williams Idee: Kevin Fox                                                             |
| 372        | 6         | Der nackte Flötist          | Maternal Instincts  | 21. Okt. 2015        | 30. Sep. 2016                         | Michael Pressman   | Warren Leight & Julie Martin Idee: Robert Brooks Cohen                                                       |
| 373        | 7         | Vater unser                 | Patrimonial Burden  | 4. Nov. 2015         | 7. Okt. 2016                          | Martha Mitchell    | Jill Abbinanti & Celine C. Robinson Idee: Warren Leight & Julie Martin                                       |
| 374        | 8         | Die Spur der Gene           | Melancholy Pursuit  | 11. Nov. 2015        | 14. Okt. 2016                         | Michael Pressman   | Warren Leight & Julie Martin Idee: Brianna Yellen & Samantha Corbin-Miller                                   |
| 375        | 9         | Das Geständnis              | Depravity Standard  | 18. Nov. 2015        | 21. Okt. 2016                         | Martha Mitchell    | Ed Zuckerman                                                                                                 |
| 376        | 10        | Nachhilfe                   | Catfishing Teacher  | 6. Jan. 2016         | 28. Okt. 2016                         | Michael Slovis     | Kevin Fox |
| 377        | 11        | Geiselnahme                 | Townhouse Incident  | 13. Jan. 2016        | 4. Nov. 2016                          | Nick Gomez         | Brianna Yellen                                                                                               |
| 378        | 12        | Ihr erstes Mal              | A Misunderstanding  | 20. Jan. 2016        | 11. Nov. 2016                         | Mariska Hargitay   | Céline C. Robinson                                                                                           |
| 379        | 13        | Die Fenster zum Hof         | Forty-One Witnesses | 3. Feb. 2016         | 18. Nov. 2016                         | Michael Pressman   | Robert Brooks Cohen                                                                                          |
| 380        | 14        | Grossfahndung               | Nationwide Manhunt  | 10. Feb. 2016        | 8. Sep. 2017                          | Alex Chapple       | Warren Leight & Julie Martin                                                                                 |
| 381        | 15        | Ins Netz gegangen           | Collateral Damages  | 17. Feb. 2016        | 25. Nov. 2016                         | Rosemary Rodriguez | Samantha Corbin-Miller                                                                                       |
| 382        | 16        | Die Vloggerin               | Star-Struck Victims | 24. Feb. 2016        | 8. Sep. 2017                          | Michael Pressman   | A. Zell Williams                                                                                             |
| 383        | 17        | Schlangengrube              | Manhattan Transfer  | 2. März 2016         | 15. Sep. 2017                         | Alex Chapple       | Kevin Fox & Brendan Feeney Idee: Julie Martin & Warren Leight                                                |
| 384        | 18        | Unheilig                    | Unholiest Alliance  | 23. März 2016        | 15. Sep. 2017                         | Jean de Segonzac   | Warren Leight & Julie Martin Idee: Kevin Fox & Brendan Feeney                                                |
| 385        | 19        | Obdachlos                   | Sheltered Outcasts  | 30. März 2016        | 22. Sep. 2017                         | Mariska Hargitay   | Ed Zuckerman                                                                                                 |
| 386        | 20        | Modeopfer                   | Fashionable Crimes  | 4. Mai 2016          | 22. Sep. 2017                         | Martha Mitchell    | Penelope Koechl & Jill Lorie Hurst                                                                           |
| 387        | 21        | Kamera läuft!               | Assaulting Reality  | 11. Mai 2016         | 29. Sep. 2017                         | Alex Chapple       | Julie Martin, Warren Leight, Brianna Yellen & Robert Brooks Cohen Idee: Brianna Yellen & Robert Brooks Cohen |
| 388        | 22        | Gefangen                    | Intersecting Lives  | 18. Mai 2016         | 6. Okt. 2017                          | Jonathan Starch    | Julie Martin & Warren Leight                                                                                 |
| 389        | 23        | Der letzte Tag              | Heartfelt Passages  | 25. Mai 2016         | 6. Okt. 2017                          | Alex Chapple       | Warren Leight & Julie Martin                                                                                 |

## Staffel 18
Die Erstausstrahlung der 18. Staffel war vom 21. September 2016 bis zum 24. Mai 2017 auf dem US-amerikanischen Sender NBC zu sehen. Die deutschsprachige Erstausstrahlung sendete der deutsche Free-TV-Sender VOX vom 13. Oktober 2017 bis zum 12. Januar 2018.
| Nr. (ges.) | Nr. (St.) | Deutscher Titel          | Originaltitel       | Erstausstrahlung USA | Deutschsprachige Erstausstrahlung (D) | Regie               | Drehbuch                                                         |
| ---------- | --------- | ------------------------ | ------------------- | -------------------- | ------------------------------------- | ------------------- | ---------------------------------------------------------------- |
| 390        | 1         | Terror                   | Terrorized          | 21. Sep. 2016        | 13. Okt. 2017                         | Alik Sakharov       | Rick Eid & Julie Martin                                          |
| 391        | 2         | 16 Jahre                 | Making A Rapist     | 28. Sep. 2016        | 20. Okt. 2017                         | Michael Pressman    | Kevin Fox                                                        |
| 392        | 3         | Blender                  | Imposter            | 5. Okt. 2016         | 27. Okt. 2017                         | Jean de Segonzac    | Rick Eid & Gavin Harris                                          |
| 393        | 4         | Hoch hinaus              | Heightened Emotions | 12. Okt. 2016        | 3. Nov. 2017                          | Alex Chapple        | Julie Martin & Celine C. Robinson                                |
| 394        | 5         | Ohnmächtig               | Rape Interrupted    | 26. Okt. 2016        | 3. Nov. 2017                          | Michael Pressman    | Julie Martin & Brianna Yellen                                    |
| 395        | 6         | Hype                     | Broken Rhymes       | 9. Nov. 2016         | 10. Nov. 2017                         | Adam Bernstein      | Rick Eid & Jeffrey Baker                                         |
| 396        | 7         | Aus nächster Nähe        | Great Expectations  | 4. Jan. 2017         | 10. Nov. 2017                         | Fred Berner         | Rick Eid & Gavin Harris                                          |
| 397        | 8         | Theo                     | Chasing Theo        | 11. Jan. 2017        | 17. Nov. 2017                         | Jean de Segonzac    | Julie Martin & Robert Brooks Cohen                               |
| 398        | 9         | Alpha-Tier               | Decline and Fall    | 18. Jan. 2017        | 17. Nov. 2017                         | Jean de Segonzac    | Ed Zuckerman & Robert Brooks Cohen                               |
| 399        | 10        | Mutter und Sohn          | Motherly Love       | 8. Feb. 2017         | 24. Nov. 2017                         | Mariska Hargitay    | Rick Eid & Julie Martin                                          |
| 400        | 11        | Das Recht des Stärkeren  | Great Expectations  | 15. Feb. 2017        | 24. Nov. 2017                         | Martha Mitchell     | Kevin Fox & Brendan Feeney                                       |
| 401        | 12        | Soldatin 2.0             | No Surrender        | 22. Feb. 2017        | 1. Dez. 2017                          | Stephanie Marquardt | Gavin Harris & Kinan Copen                                       |
| 402        | 13        | Familiensache            | Genes               | 22. März 2017        | 1. Dez. 2017                          | Michael Pressman    | Rick Eid & Celine C. Robinson                                    |
| 403        | 14        | Aalglatt                 | Net Worth           | 29. März 2017        | 8. Dez. 2017                          | Alex Chapple        | Rick Eid & Jeffrey Baker                                         |
| 404        | 15        | Bestgehütet              | Know It All         | 5. Apr. 2017         | 8. Dez. 2017                          | Jonathan Herron     | Ed Zuckerman & Kevin Fox                                         |
| 405        | 16        | Der Skorpion             | The Newsroom        | 26. Apr. 2017        | 15. Dez. 2017                         | Jono Oliver         | Julie Martin & Brianna Yellen Idee: Warren Leight & Julie Martin |
| 406        | 17        | Fake News                | Real Fake News      | 3. Mai 2017          | 15. Dez. 2017                         | Martha Mitchell     | Ed Zuckerman                                                     |
| 407        | 18        | Im Bann                  | Spellbound          | 10. Mai 2017         | 22. Dez. 2017                         | Jean de Segonzac    | Gavin Harris & Kinan Copen                                       |
| 408        | 19        | Bekehrung                | Conversion          | 17. Mai 2017         | 22. Dez. 2017                         | Alex Chapple        | Kevin Fox & Brendan Feeney                                       |
| 409        | 20        | Ein amerikanischer Traum | American Dream      | 24. Mai 2017         | 12. Jan. 2018                         | Jean de Segonzac    | Rick Eid & Julie Martin                                          |
| 410        | 21        | Letzte Bastion           | Sanctuary           | 24. Mai 2017         | 12. Jan. 2018                         | Michael Pressman    | Rick Eid & Julie Martin                                          |

## Staffel 19
Die Erstausstrahlung der 19. Staffel war vom 27. September 2017 bis zum 23. Mai 2018 auf dem US-amerikanischen Sender NBC zu sehen. Die deutschsprachige Erstausstrahlung wird seit dem 23. November 2018 beim deutschen Free-TV-Sender VOX gesendet.
| Nr. (ges.) | Nr. (St.) | Deutscher Titel           | Originaltitel            | Erstausstrahlung USA | Deutschsprachige Erstausstrahlung (D) | Regie                  | Drehbuch                                 |
| ---------- | --------- | ------------------------- | ------------------------ | -------------------- | ------------------------------------- | ---------------------- | ---------------------------------------- |
| 411        | 1         | Ein dicker Fisch          | Gone Fishin’             | 27. Sep. 2017        | 23. Nov. 2018                         | Alex Chapple           | Michael Chernuchin                       |
| 412        | 2         | Märchenprinz              | Mood                     | 4. Okt. 2017         | 23. Nov. 2018                         | Michael Pressman       | Allison Intrieri                         |
| 413        | 3         | Contrapasso               | Contrapasso              | 11. Okt. 2017        | 30. Nov. 2018                         | Jean de Segonzac       | Richard Sweren                           |
| 414        | 4         | Bloßgestellt              | No Good Reason           | 18. Okt. 2017        | 30. Nov. 2018                         | Martha Mitchell        | Julie Martin & Brianna Yellen            |
| 415        | 5         | Nichts bleibt             | Complicated              | 25. Okt. 2017        | 7. Dez. 2018                          | Tricia Brook           | Celene C. Robinson                       |
| 416        | 6         | Das Todes-System          | Unintended Consequences  | 8. Nov. 2017         | 7. Dez. 2018                          | Jonathan Herron        | Elizabeth Rinehart                       |
| 417        | 7         | Stellvertreter            | Something Happened       | 29. Nov. 2017        | 14. Dez. 2018                         | Alex Chapple           | Michael Chernuchin                       |
| 418        | 8         | Ausgespielt               | Intent                   | 6. Dez. 2017         | 14. Dez. 2018                         | Adam Bernstein         | Robert Brooks Cohen & Lawrence Kaplow    |
| 419        | 9         | Fleisch und Blut          | Gone Baby Gone           | 3. Jan. 2018         | 4. Jan. 2019                          | Jean de Segonzac       | Lawrence Kaplow & Elizabeth Rinehart     |
| 420        | 10        | Die Meerjungfrau          | Pathological             | 10. Jan. 2018        | 4. Jan. 2019                          | Jono Oliver            | Brianna Yellen                           |
| 421        | 11        | Fehler im System          | Flight Risk              | 17. Jan. 2018        | 11. Jan. 2019                         | Michael Pressman       | Julie Martin & Allison Intrieri          |
| 422        | 12        | Überzeugungskrieg         | Info Wars                | 31. Jan. 2018        | 11. Jan. 2019                         | Michael Slovis         | Richard Sweren & Robert Brooks Cohen     |
| 423        | 13        | Schwarz und weiß          | The Undiscovered Country | 7. Feb. 2018         | 18. Jan. 2019                         | Alex Chapple           | Michael S. Chernuchin                    |
| 424        | 14        | Getrieben                 | Chasing Demons           | 28. Feb. 2018        | 18. Jan. 2019                         | Fred Berner            | Richard Sweren & Allison Intrieri        |
| 425        | 15        | Tribunal                  | In Loco Parentis         | 7. März 2018         | 25. Jan. 2019                         | Norberto Barba         | Michael S. Chernuchin & Julie Martin     |
| 426        | 16        | Mutprobe                  | Dare                     | 14. März 2018        | 25. Jan. 2019                         | Christopher Misiano    | Richard Sweren & Céline C. Robinson      |
| 427        | 17        | Der Clown                 | Send In The Clowns       | 21. März 2018        | 1. Feb. 2019                          | Alex Chapple           | Brianna Yellen & Julie Martin            |
| 428        | 18        | Im Dienst der Wahrheit    | Service                  | 11. März 2018        | 1. Feb. 2019                          | Fred Berner            | Lawrence Kaplow & Céline C. Robinson     |
| 429        | 19        | Niemals geht man so ganz  | Sunk Cost Fallacy        | 18. März 2018        | 15. Feb. 2019                         | Michael Pressman       | Michael S. Chernuchin & Allison Intrieri |
| 430        | 20        | Das Buch Esther           | The Book Of Esther       | 2. Mai 2018          | 15. Feb. 2019                         | Jean de Segonzac       | Richard Sweren & Ryan Causey             |
| 431        | 21        | Vergessene Kinder         | Guardian                 | 9. Mai 2018          | 22. Feb. 2019                         | Stephanie A. Marquardt | Matt Klypka & Julie Martin               |
| 432        | 22        | Mama                      | Mama                     | 16. Mai 2018         | 22. Feb. 2019                         | Jean de Segonzac       | Lawrence Kaplow & Elizabeth Rinehart     |
| 433        | 23        | Erinner’ dich an mich (1) | Remember Me              | 23. Mai 2018         | 27. Feb. 2019                         | Alex Chapple           | Michael Chernuchin & Julie Martin        |
| 434        | 24        | Erinner’ dich an mich (2) | Remember Me Too          | 23. Mai 2018         | 27. Feb. 2019                         | Alex Chapple           | Michael Chernuchin & Julie Martin        |

## Staffel 20
| Nr. (ges.) | Nr. (St.) | Deutscher Titel             | Originaltitel       | Erstausstrahlung USA | Deutschsprachige Erstausstrahlung (DE) | Regie               | Drehbuch                                               |
| ---------- | --------- | --------------------------- | ------------------- | -------------------- | -------------------------------------- | ------------------- | ------------------------------------------------------ |
| 435        | 1         | Opfer                       | Man Up              | 27. Sep. 2018        | 14. Sep. 2019                          | Alex Chapple        | Michael Chernuchin & Julie Martin                      |
| 436        | 2         | Täter                       | Man Down            | 27. Sep. 2018        | 14. Sep. 2019                          | Alex Chapple        | Michael Chernuchin & Julie Martin                      |
| 437        | 3         | Null Toleranz               | Zero Tolerance      | 4. Okt. 2018         | 21. Sep. 2019                          | Michael Pressman    | Richard Sweren & Céline C. Robinson                    |
| 438        | 4         | Ermächtigung                | Revenge             | 11. Okt. 2018        | 28. Sep. 2019                          | Michael Pressman    | Richard Sweren & Céline C. Robinson                    |
| 439        | 5         | Accredo                     | Accredo             | 18. Okt. 2018        | 12. Okt. 2019                          | Jean de Segonzac    | Julie Martin & Brianna Yellen                          |
| 440        | 6         | Schutzlos                   | Exile               | 25. Okt. 2018        | 12. Okt. 2019                          | Stephanie Marquardt | Michael Chernuchin & Allison Intrieri                  |
| 441        | 7         | Vernichterin                | Caretaker           | 1. Nov. 2018         | 9. Nov. 2019                           | Jono Oliver         | Jodan Barsky                                           |
| 442        | 8         | Teufels Küche               | Hell’s Kitchen      | 8. Nov. 2018         | 16. Nov. 2019                          | Monica Raymund      | Richard Sweren & Ryan Causey                           |
| 443        | 9         | Mea Culpa                   | Mea Culpa           | 15. Nov. 2018        | 27. Nov. 2019                          | Mariska Hargitay    | Michael Chernuchin & Julie Martin                      |
| 444        | 10        | Schattendasein              | Alta Kockers        | 29. Nov. 2018        | 30. Nov. 2019                          | Alex Chapple        | Michael Chernuchin                                     |
| 445        | 11        | Fassade                     | Plastic             | 10. Jan. 2019        | 30. Nov. 2019                          | Fred Berner         | Lawrence Kaplow & Brianna Yellen                       |
| 446        | 12        | 23:0                        | Dear Ben            | 17. Jan. 2019        | 4. Dez. 2019                           | Jean de Segonzac    | Julie Martin & Matt Klypka                             |
| 447        | 13        | Romeo und Julia             | A Story of More Woe | 31. Jan. 2019        | 4. Dez. 2019                           | Ray McKinnon        | Julie Martin & Céline C. Robinson                      |
| 448        | 14        | Zünglein an der Waage       | Part 33             | 7. Feb. 2019         | 7. Dez. 2019                           | Alex Chapple        | Michael Chernuchin                                     |
| 449        | 15        | Innerlich tot               | Brothel             | 14. Feb. 2019        | 7. Dez. 2019                           | Michael Pressman    | Julie Martin & Ryan Causey                             |
| 450        | 16        | Seelenheil                  | Facing Demons       | 21. Feb. 2019        | 11. Dez. 2019                          | Timothy Busfield    | Richard Sweren & Allison Intrieri                      |
| 451        | 17        | Das Kind der Anderen        | Missing             | 14. März 2019        | 11. Dez. 2019                          | Constantine Makris  | Michael Chernuchin & Matt Klypka                       |
| 452        | 18        | Von Wölfen und Lämmern      | Blackout            | 21. März 2019        | 14. Dez. 2019                          | Chris Misiano       | Peter Blauner                                          |
| 453        | 19        | ...oder für immer schweigen | Dearly Beloved      | 4. Apr. 2019         | 14. Dez. 2019                          | Lucy Liu            | Richard Sweren & Allison Intrieri                      |
| 454        | 20        | Kindsbraut                  | The Good Girl       | 11. Apr. 2019        | 18. Dez. 2019                          | Jean de Segonzac    | Lawrence Kaplow & Brianna Yellen                       |
| 455        | 21        | Fern der Heimat             | Exchange            | 25. Apr. 2019        | 18. Dez. 2019                          | Michael Pressman    | Michael Chernuchin & Jordan Barsky                     |
| 456        | 22        | Publicity                   | Diss                | 2. Mai 2019          | 21. Dez. 2019                          | Alex Chapple        | Michael Chernuchin & Allison Intrieri                  |
| 457        | 23        | Feindbild                   | Assumptions         | 9. Mai 2019          | 21. Dez. 2019                          | Fred Berner         | Julie Martin & Richard Sweren Idee: Michael Chernuchin |
| 458        | 24        | Die Grenzen der Justiz      | End Game            | 16. Mai 2019         | 28. Dez. 2019                          | Alex Chapple        | Michael Chernuchin & Julie Martin                      |

## Staffel 21
| Nr. (ges.) | Nr. (St.) | Deutscher Titel           | Originaltitel                | Erstausstrahlung USA | Deutschsprachige Erstausstrahlung (D) | Regie               | Drehbuch                                                                                       |
| ---------- | --------- | ------------------------- | ---------------------------- | -------------------- | ------------------------------------- | ------------------- | ---------------------------------------------------------------------------------------------- |
| 459        | 1         | Traumfabrik               | I’m Going To Make You a Star | 26. Sep. 2019        | 9. Okt. 2020                          | Norberto Barba      | Warren Leight & Peter Blauner                                                                  |
| 460        | 2         | Die dunkelste Stunde      | The Darkest Journey Home     | 3. Okt. 2019         | 9. Okt. 2020                          | Jean de Segonzac    | Julie Martin & Warren Leight                                                                   |
| 461        | 3         | Coming Out                | Down Low in Hell’s Kitchen   | 10. Okt. 2019        | 16. Okt. 2020                         | Timothy Busfield    | Monet Hurst-Mendoza & Brendan Feeney Idee: Lisa Takeuchi Cullen & Julie Martin & Warren Leight |
| 462        | 4         | Die Bürde                 | The Burden of Our Choices    | 17. Okt. 2019        | 16. Okt. 2020                         | Martha Mitchell     | Julie Martin & Micharne Cloughley Idee: Warren Leight & Julie Martin                           |
| 463        | 5         | Freitagnacht in Manhattan | At Midnight in Manhattan     | 24. Okt. 2019        | 23. Okt. 2020                         | Peter Werner        | Kathy Dobie & Micharne Cloughley Idee: Brianna Yellen                                          |
| 464        | 6         | Schlechtes Timing         | Murdered at a Bad Address    | 31. Okt. 2019        | 23. Okt. 2020                         | Michael Smith       | Denis Hamill Idee: Denis Hamill & Julie Martin & Warren Leight                                 |
| 465        | 7         | Chinatown                 | Counselor, It’s Chinatown    | 7. Nov. 2019         | 30. Okt. 2020                         | Leslie Hope         | Kathy Dobie & Lisa Takeuchi Cullen Idee: Julie Martin & Warren Leight                          |
| 466        | 8         | Im Land der Elfen         | We Dream of Machine Elves    | 14. Nov. 2019        | 30. Okt. 2020                         | Jonathan Herron     | Brendan Feeney & Monet Hurst-Mendoza Idee: Julie Martin & Warren Leight                        |
| 467        | 9         | Nicht zu fassen (1)       | Can’t Be Held Accountable    | 21. Nov. 2019        | 6. Nov. 2020                          | Norberto Barba      | Brianna Yellen Idee: Julie Martin & Warren Leight                                              |
| 468        | 10        | Nicht zu fassen (2)       | Must Be Held Accountable     | 9. Jan. 2020         | 6. Nov. 2020                          | Laurie Collyer      | Brianna Yellen & Denis Hamill Idee: Julie Martin & Warren Leight                               |
| 469        | 11        | Racheengel                | She Paints for Vengeance     | 16. Jan. 2020        | 13. Nov. 2020                         | Mariska Hargitay    | Kathy Dobie Idee: Kathy Dobie & Julie Martin                                                   |
| 470        | 12        | Die lange Nacht           | The Longest Night of Rain    | 30. Jan. 2020        | 13. Nov. 2020                         | Michael Smith       | Peter Blauner Idee: Peter Blauner & Warren Leight                                              |
| 471        | 13        | Die Kämpferin             | Redemption in Her Corner     | 6. Feb. 2020         | 20. Nov. 2020                         | Batán Silva         | Monet Hurst-Mendoza & Brianna Yellen Idee: Julie Martin & Warren Leight                        |
| 472        | 14        | Ein freies Land           | I Deserve Some Loving Too    | 13. Feb. 2020        | 20. Nov. 2020                         | Jean de Segonzac    | Denis Hamill Idee: Denis Hamill, Julie Martin & Warren Leight                                  |
| 473        | 15        | Haifischbecken            | Swimming with the Sharks     | 20. Feb. 2020        | 27. Nov. 2020                         | Martha Mitchell     | Lisa Takeuchi Cullen Idee: Lisa Takeuchi Cullen, Julie Martin & Warren Leight                  |
| 474        | 16        | Schmerzfrei               | Eternal Relief from Pain     | 27. Feb. 2020        | 4. Dez. 2020                          | Jean de Segonzac    | Peter Blauner                                                                                  |
| 475        | 17        | Für immer in der Welt     | Dance Lies and Video Tape    | 26. März 2020        | 4. Dez. 2020                          | Leslie Hope         | Micharne Cloughley & Brendan Feeney Idee: Brendan Feeney, Julie Martin & Warren Leight         |
| 476        | 18        | Judas und Hiob            | Garland’s Baptism by Fire    | 2. Apr. 2020         | 27. Nov. 2020                         | Norberto Barba      | Cheryl L. Davis & Micharne Cloughley                                                           |
| 477        | 19        | Betäubt                   | Solving For The Unknowns     | 16. Apr. 2020        | 11. Dez. 2020                         | Christopher Misiano | Brianna Yellen & Kathy Dobie                                                                   |
| 478        | 20        | Gewinn und Verlust        | The Things We Have To Lose   | 23. Apr. 2020        | 11. Dez. 2020                         | Juan Campanella     | Warren Leight & Julie Martin                                                                   |

## Staffel 22
Die deutschsprachige Erstausstrahlung der Crossover-Episode 9 wurde am 8. September 2021 auf dem deutschen Pay-TV-Sender 13th Street gesendet, noch vor dem Start der eigentlichen Staffel. Die deutschsprachige Erstausstrahlung wurde vom 17. September bis 8. Oktober 2021 auf dem Free-TV-Sender VOX ausgestrahlt. VOX brach die Ausstrahlung wegen zu geringen Einschaltquoten ab, Die Fortsetzung der deutschen Free-TV-Premiere lief am 16. und 23. Oktober um 20.15 Uhr jeweils mit vier Folgen aus der 22. Staffel am Stück bei RTLup, dem ehemaligen RTLplus, wo auch weitere Staffeln ausgestrahlt werden.
| Nr. (ges.) | Nr. (St.) | Deutscher Titel             | Originaltitel                | Erstausstrahlung USA | Deutschsprachige Erstausstrahlung (D) | Regie              | Drehbuch |
| ---------- | --------- | --------------------------- | ---------------------------- | -------------------- | ------------------------------------- | ------------------ | --- |
| 479        | 1         | Innere Schranken            | Guardians and Gladiators     | 12. Nov. 2020        | 17. Sep. 2021                         | Norberto Barba     | Brendan Feeney & Denis Hamill & Monet Hurst-Mendoza Idee: Warren Leight & Julie Martin                             |
| 480        | 2         | Befreiungsschlag            | Ballad of Dwight and Irena   | 19. Nov. 2020        | 17. Sep. 2021                         | Martha Mitchell    | Brendan Feeney & Julie Martin Idee: Brendan Feeney & Monet Hurst-Mendoza                                           |
| 481        | 3         | Endzeitstimmung             | Remember Me In Quarantine    | 3. Dez. 2020         | 24. Sep. 2021                         | Juan Campanella    | Julie Martin & Warren Leight                                                                                       |
| 482        | 4         | Auf ein neues               | Sightless in a Savage Land   | 7. Jan. 2021         | 24. Sep. 2021                         | Norberto Barba     | Matt Klypka & Denis Hamill & Julie Martin & Warren Leight                                                          |
| 483        | 5         | Privatsache                 | Turn Me on Take Me Private   | 14. Jan. 2021        | 1. Okt. 2021                          | Juan Campanella    | Monet Hurst-Mendoza & Victoria Pollack & Julie Martin & Warren Leight Idee: Victoria Pollack & Monet Hurst-Mendoza |
| 484        | 6         | Zeichen setzen              | The Long Arm of the Witness  | 21. Jan. 2021        | 1. Okt. 2021                          | Martha Mitchell    | Denis Hamill & Warren Leight Idee: Denis Hamill & Micharne Cloughley                                               |
| 485        | 7         | Hüter des Gesetzes          | Hunt, Trap, Rape and Release | 18. Feb. 2021        | 8. Okt. 2021                          | Batán Silva        | Kathy Dobie & Monet Hurst-Mendoza Idee: Kathy Dobie & Julie Martin                                                 |
| 486        | 8         | Flucht nach vorn            | The Only Way Out Is Through  | 25. Feb. 2021        | 8. Okt. 2021                          | Martha Mitchell    | Micharne Cloughley & Kathy Dobie Idee: Brianna Yellen                                                              |
| 487        | 9         | Aus dem Nichts              | Return of the Prodigal Son   | 1. Apr. 2021         | 8. Sep. 2021                          | Juan J. Campanella | Warren Leight & Julie Martin                                                                                       |
| 488        | 10        | Das Motel                   | Welcome to the Pedo Motel    | 8. Apr. 2021         | 16. Okt. 2021                         | Jean de Segonzac   | Denis Hamill Idee: Denis Hamill, Julie Martin & Warren Leight                                                      |
| 489        | 11        | Laut werden                 | Our Words Will Not Be Heard  | 15. Apr. 2021        | 16. Okt. 2021                         | Batán Silva        | Melody Cooper |
| 490        | 12        | Am Abgrund                  | In the Year We All Fell Down | 22. Apr. 2021        | 16. Okt. 2021                         | Jean de Segonzac   | Julie Martin & Warren Leight Idee: Julie Martin & Warren Leight & Kathy Dobie                                      |
| 491        | 13        | Überdosis                   | Trick-Rolled at the Moulin   | 13. Mai 2021         | 23. Okt. 2021                         | Batán Silva        | Brendan Feeney & Brianna Yellen Idee: Warren Leight & Julie Martin                                                 |
| 492        | 14        | Das absolute Böse           | Post-Graduate Psychopath     | 20. Mai 2021         | 23. Okt. 2021                         | Norberto Barba     | Brianna Yellen & Micharne Cloughley Idee: Brianna Yellen & Warren Leight                                           |
| 493        | 15        | Hinter verschlossenen Türen | What Can Happen In the Dark  | 27. Mai 2021         | 23. Okt. 2021                         | Jean de Segonzac   | Micharne Cloughley                                                                                                 |
| 494        | 16        | Partner                     | Wolves in Sheep's Clothing   | 3. Juni 2021         | 23. Okt. 2021                         | Norberto Barba     | Kathy Dobie & Christian Tyler Idee: Denis Hamill & Julie Martin & Warren Leight                                    |

## Staffel 23
Die Erstausstrahlung erfolgte vom 23. September 2021 bis zum 19. Mai 2022 auf dem US-amerikanischen Sender NBC.
| Nr. (ges.) | Nr. (St.) | Deutscher Titel                        | Originaltitel                  | Erstausstrahlung USA | Deutschsprachige Erstausstrahlung (D) | Regie                | Drehbuch                                                                                            |
| ---------- | --------- | -------------------------------------- | ------------------------------ | -------------------- | ------------------------------------- | -------------------- | --------------------------------------------------------------------------------------------------- |
| 495        | 1         | Der Unantastbare                       | And the Empire Strikes Back    | 23. Sep. 2021        | 25. Nov. 2022                         | Norberto Barba       | Warren Leight & Julie Martin & Bryan Goluboff                                                       |
| 496        | 2         | Fallen gelassen                        | Never Turn Your Back on Them   | 23. Sep. 2021        | 25. Nov. 2022                         | Norberto Barba       | Julie Martin & Bryan Goluboff Idee: Warren Leight                                                   |
| 497        | 3         | Im Interesse des großen Ganzen         | I Thought You Were on My Side  | 30. Sep. 2021        | 2. Dez. 2022                          | John Behring         | Julie Martin & Warren Leight Idee: Bryan Goluboff                                                   |
| 498        | 4         | Das bessere Opfer                      | One More Take of Two Victims   | 7. Okt. 2021         | 2. Dez. 2022                          | Michael Pressman     | Denis Hamill & Monet Hurst-Mendoza Idee: Denis Hamill & Bryan Goluboff                              |
| 499        | 5         | Die Wheelhouse Gang                    | Fast Times @TheWheelHouse      | 14. Okt. 2021        | 2. Dez. 2022                          | Martha Mitchell      | Brianna Yellen & Brendan Feeney                                                                     |
| 500        | 6         | Die Macht der Verführung               | The Five Hundredth Episode     | 21. Okt. 2021        | 2. Dez. 2022                          | Juan J. Campanella   | Brianna Yellen & Julie Martin Idee: Brianna Yellen & Warren Leight                                  |
| 501        | 7         | Die Unvermissten                       | They'd Already Disappeared     | 4. Nov. 2021         | 9. Dez. 2022                          | Bethany Rooney       | Kathy Dobie & Micharne Cloughley                                                                    |
| 502        | 8         | Hip Hop mit drei Toten                 | Nightmares in Drill City       | 11. Nov. 2021        | 9. Dez. 2022                          | Norberto Barba       | Bryan Goluboff                                                                                      |
| 503        | 9         | Eigentlich ein klarer Fall             | People vs. Richard Wheatley    | 9. Dez. 2021         | 9. Dez. 2022                          | Michael Smith        | Brendan Feeney & Monet Hurst-Mendoza & Candice Sanchez McFarlane Idee: Julie Martin & Warren Leight |
| 504        | 10        | Stille Nacht, Blutige Nacht            | Silent Night, Hateful Night    | 6. Jan. 2022         | 9. Dez. 2022                          | Norberto Barba       | Julie Martin & Kathy Dobie & Warren Leight Idee: Warren Leight                                      |
| 505        | 11        | Zerbrechliche Seelen                   | Burning with Rage Forever      | 13. Jan. 2022        | 9. Dez. 2022                          | Mary Lambert         | Brianna Yellen & Brendan Feeney                                                                     |
| 506        | 12        | Hinter der Fassade                     | Tommy Baker's Hardest Fight    | 20. Jan. 2022        | 13. Dez. 2022                         | Ed Bianchi           | Candice Sanchez McFarlane & Bryan Goluboff                                                          |
| 507        | 13        | Im Schatten der Ereignisse             | If I Knew Then What I Know Now | 24. Feb. 2022        | 13. Dez. 2022                         | Juan J. Campanella   | Micharne Cloughley & Julie Martin Idee: Micharne Cloughley & Warren Leight                          |
| 508        | 14        | Video killed the Radio Star            | Video Killed the Radio Star    | 3. März 2022         | 12. Dez. 2022                         | Alex Zakrzewski      | Denis Hamill & Monet Hurst-Mendoza Idee: Warren Leight & Julie Martin                               |
| 509        | 15        | Vielversprechende junge Herren         | Promising Young Gentlemen      | 10. März 2022        | 20. Dez. 2022                         | David Grossman       | Kathy Dobie & Candice Sanchez McFarlane & Brianna Yellen Idee: Julie Martin & Warren Leight         |
| 510        | 16        | Schräg, oder?                          | Sorry If It Got Weird for You  | 17. März 2022        | 20. Dez. 2022                         | Leslie Hope          | Brendan Feeney & Matt Klypka Idee: Bryan Goluboff & Brendan Feeney                                  |
| 511        | 17        | Es war einmal in El Barrio             | Once Upon a Time in El Barrio  | 7. Apr. 2022         | 20. Dez. 2022                         | Oscar Rene Lozoya II | Denis Hamill & Monet Hurst-Mendoza Idee: Bryan Goluboff & Denis Hamill                              |
| 512        | 18        | Ähnlich schlimm                        | Eighteen Weels a Predator      | 14. Apr. 2022        | 20. Dez. 2022                         | Martha Mitchell      | Brianna Yellen & Monet Hurst-Mendoza Idee: Kathy Dobie                                              |
| 513        | 19        | Im Netz der Gerechtigkeit              | Tangled Strands of Justice     | 28. Apr. 2022        | 27. Dez. 2022                         | Jean de Segonzac     | Warren Leight & Julie Martin Idee: Brendan Feeney                                                   |
| 514        | 20        | Hast du an Wunder geglaubt?            | Did You Believe in Miracles?   | 5. Mai 2022          | 27. Dez. 2022                         | Pratibha Parma       | Micharne Cloughley & Victoria Pollack Idee: Micharne Cloughley & Candice Sanchez McFarlane          |
| 515        | 21        | Bekenne deine Sünden, um frei zu sein. | Confess Your Sins to Be Free   | 12. Mai 2022         | 27. Dez. 2022                         | Norberto Barba       | Julie Martin & Christian Tyler Idee: Denis Hamill & Warren Leight                                   |
| 516        | 22        | Forlini's Bar                          | A Final Call at Forlini's Bar  | 19. Mai 2022         | 27. Dez. 2022                         | Juan J. Campanella   | Warren Leight & Julie Martin                                                                        |

## Staffel 24
Die Erstausstrahlung der 24. Staffel findet seit dem 22. September 2022 auf dem US-amerikanischen Kabelsender NBC statt.
Die deutschsprachige Erstausstrahlung startete am 6. Juni 2023 auf 13th Street mit der ersten Folge. Die Folgen zwei bis neun wurden im Dezember 2023 bei Nitro gesendet. Die Folgen zehn bis 22 wurden im Oktober und November 2024 bei Super RTL gesendet.
| Nr. (ges.) | Nr. (St.) | Deutscher Titel            | Originaltitel               | Erstausstrahlung USA | Deutschsprachige Erstausstrahlung (D) | Regie                               | Drehbuch                                                                |
| ---------- | --------- | -------------------------- | --------------------------- | -------------------- | ------------------------------------- | ----------------------------------- | ----------------------------------------------------------------------- |
| 517        | 1         | Minderjährig – Teil 2      | Gimme Shelter – Part Two    | 22. Sep. 2022        | 6. Juni 2023                          | Jean de Segonzac                    | Rick Eid & Gwen Sigan                                                   |
| 518        | 2         | Unter Wölfen               | The One You Feed            | 29. Sep. 2022        | 14. Dez. 2023                         | Norberto Barba                      | David Graziano & Julie Martin                                           |
| 519        | 3         | Spiegeleffekt              | Mirror Effect               | 6. Okt. 2022         | 14. Dez. 2023                         | Michael Smith                       | Julie Martin & Margaret Rose Lester Idee: David Graziano & Julie Martin |
| 520        | 4         | Brave Mädchen              | The Steps We Cannot Take    | 13. Okt. 2022        | 14. Dez. 2023                         | Juan J. Campanella                  | Brianna Yellen & Kathy Dobie                                            |
| 521        | 5         | Tiefe Wasser               | Breakwater                  | 27. Okt. 2022        | 14. Dez. 2023                         | Jean de Segonzac                    | Denis Hamill & Monet Hurst-Mendoza Idee: Denis Hamill                   |
| 522        | 6         | Die Krähe                  | Controlled Burn             | 3. Nov. 2022         | 21. Dez. 2023                         | Oscar Rene Lozoya II                | David Graziano & Nolan Dunbar Idee: David Graziano & Julie Martin       |
| 523        | 7         | Der Siegertyp              | Dead Ball                   | 10. Nov. 2022        | 21. Dez. 2023                         | Michael Smith                       | Brendan Feeney & Kathy Dobie & Gabriel Vallejo                          |
| 524        | 8         | Scham und Gerechtigkeit    | A Better Person             | 17. Nov. 2022        | 21. Dez. 2023                         | Michael Pressman                    | Brianna Yellen & Margaret Rose Lester Idee: David Graziano              |
| 525        | 9         | Die Weihnachtsüberraschung | And a Trauma in a Pear Tree | 8. Dez. 2022         | 21. Dez. 2023                         | Norberto Barba                      | David Graziano & Julie Martin                                           |
| 526        | 10        | Der Whistleblower          | Jumped In (1)               | 5. Jan. 2023         | 6. Okt. 2024                          | Martha Mitchell                     | Brendan Feeney & Monet Hurst-Mendoza Idee: Terry Serpico & Kadia Saraf  |
| 527        | 11        | Der Trophäen-Baum          | Soldier Up (2)              | 12. Jan. 2023        | 6. Okt. 2024                          | Jonathan Herron                     | David Graziano & Julie Martin                                           |
| 528        | 12        | Rachefeldzug               | Blood Out                   | 26. Jan. 2023        | 13. Okt. 2024                         | Patricia Riggen                     | David Graziano & Julie Martin                                           |
| 529        | 13        | Die Kreuzung               | Intersection                | 2. Feb. 2023         | 13. Okt. 2024                         | Norberto Barba & Juan J. Campanella | David Graziano & Julie Martin                                           |
| 530        | 14        | Gebrandmarkt               | Dutch Tears                 | 16. Feb. 2023        | 13. Okt. 2024                         | Bethany Rooney                      | Monet Hurst-Mendoza & Kathy Dobie & Gabriel Vallejo                     |
| 531        | 15        | Der König des Mondes       | King of the Moon            | 23. Feb. 2023        | 20. Okt. 2024                         | Mariska Hargitay                    | David Graziano & Julie Martin                                           |
| 532        | 16        | In der Dunkelheit          | The Presence of Absence     | 23. März 2023        | 20. Okt. 2024                         | Norberto Barba                      | Brianna Yellen & Brendan Feeney                                         |
| 533        | 17        | Opfer à la carte           | Lime Chaser                 | 30. März 2023        | 20. Okt. 2024                         | Juan J. Campanella                  | David Graziano & Julie Martin                                           |
| 534        | 18        | In Watte                   | Bubble Wrap                 | 6. Apr. 2023         | 3. Nov. 2024                          | Batán Silva                         | Denis Hamill Idee: Margaret Rose Lester & Nolan Dunbar                  |
| 535        | 19        | Rechtsbeugung              | Bend the Law                | 27. Apr. 2023        | 3. Nov. 2024                          | Martha Mitchell                     | Brendan Feeney & Gabriel Vallejo Idee: David Graziano & Julie Martin    |
| 536        | 20        | Zur Debatte                | Debatable                   | 4. Mai 2023          | 3. Nov. 2024                          | Jean de Segonzac                    | Julie Martin & Kathy Dobie Idee: Brianna Yellen & Kelly Minster         |
| 537        | 21        | Böse Dinge                 | Bad Things                  | 11. Mai 2023         | 3. Nov. 2024                          | Juan J. Campanella                  | David Graziano Idee: Julie Martin & Nicholas Evangelista                |
| 538        | 22        | Die Wurzel aller Schmerzen | All Pain Is One Malady      | 18. Mai 2023         | 3. Nov. 2024                          | Norberto Barba                      | David Graziano & Julie Martin                                           |

## Staffel 25
| Nr. (ges.) | Nr. (St.) | Deutscher Titel | Originaltitel       | Erstausstrahlung USA | Deutschsprachige Erstausstrahlung (D) | Regie | Drehbuch |
| ---------- | --------- | --------------- | ------------------- | -------------------- | ------------------------------------- | ----- | -------- |
| 539        | 1         | –               | Tunnel Blind        | 18. Jan. 2024        | –                                     | –     | –        |
| 540        | 2         | –               | Truth Embargo       | 25. Jan. 2024        | –                                     | –     | –        |
| 541        | 3         | –               | The Punch List      | 1. Feb. 2024         | –                                     | –     | –        |
| 542        | 4         | –               | Duty to Report      | 8. Feb. 2024         | –                                     | –     | –        |
| 543        | 5         | –               | Zone Rouge          | 22. Feb. 2024        | –                                     | –     | –        |
| 544        | 6         | –               | Carousel            | 29. Feb. 2024        | –                                     | –     | –        |
| 545        | 7         | –               | Probability of Doom | 14. März 2024        | –                                     | –     | –        |
| 546        | 8         | –               | Third Man Syndrome  | 21. März 2024        | –                                     | –     | –        |
| 547        | 9         | –               | Children of Wolves  | 11. Apr. 2024        | –                                     | –     | –        |
| 548        | 10        | –               | Combat Fatigue      | 18. Apr. 2024        | –                                     | –     | –        |
| 549        | 11        | –               | Prima Nocta         | 2. Mai 2024          | –                                     | –     | –        |
| 550        | 12        | –               | Marauder            | 9. Mai 2024          | –                                     | –     | –        |
| 551        | 13        | –               | Duty to Hope        | 16. Mai 2024         | –                                     | –     | –        |

## Staffel 26
| Nr. (ges.) | Nr. (St.) | Deutscher Titel | Originaltitel           | Erstausstrahlung USA | Deutschsprachige Erstausstrahlung (D) | Regie | Drehbuch |
| ---------- | --------- | --------------- | ----------------------- | -------------------- | ------------------------------------- | ----- | -------- |
| 552        | 1         | –               | Fractured               | 3. Okt. 2024         | –                                     | –     | –        |
| 553        | 2         | –               | Excavation              | 10. Okt. 2024        | –                                     | –     | –        |
| 554        | 3         | –               | Divide and Conquer      | 17. Okt. 2024        | –                                     | –     | –        |
| 555        | 4         | –               | Constricted             | 24. Okt. 2024        | –                                     | –     | –        |
| 556        | 5         | –               | Economics of Shame      | 31. Okt. 2024        | –                                     | –     | –        |
| 557        | 6         | –               | Rorschach               | 7. Nov. 2024         | –                                     | –     | –        |
| 558        | 7         | –               | Tenfold                 | 14. Nov. 2024        | –                                     | –     | –        |
| 559        | 8         | –               | Cornered                | 21. Nov. 2024        | –                                     | –     | –        |
| 560        | 9         | –               | First Light             | 16. Jan. 2025        | –                                     | –     | –        |
| 561        | 10        | –               | Master Key              | 23. Jan. 2025        | –                                     | –     | –        |
| 562        | 11        | –               | Deductible              | 30. Jan. 2025        | –                                     | –     | –        |
| 563        | 12        | –               | Calculated              | 13. Feb. 2025        | –                                     | –     | –        |
| 564        | 13        | –               | Extinguished            | 20. Feb. 2025        | –                                     | –     | –        |
| 565        | 14        | –               | The Grid Plan           | 27. Feb. 2025        | –                                     | –     | –        |
| 566        | 15        | –               | Undertow                | 13. März 2025        | –                                     | –     | –        |
| 567        | 16        | –               | Let Me Bring Pardon     | 20. März 2025        | –                                     | –     | –        |
| 568        | 17        | –               | Accomplice Liability    | 3. Apr. 2025         | –                                     | –     | –        |
| 569        | 18        | –               | The Accuser             | 10. Apr. 2025        | –                                     | –     | –        |
| 570        | 19        | –               | Play with Fire (Part 2) | 17. Apr. 2025        | –                                     | –     | –        |
| 571        | 20        | –               | Shock Collar            | 1. Mai 2025          | –                                     | –     | –        |
| 572        | 21        | –               | Aperture                | 8. Mai 2025          | –                                     | –     | –        |
| 573        | 22        | –               | Post-Rage               | 15. Mai 2025         | –                                     | –     | –        |